# Udo Lindenberg

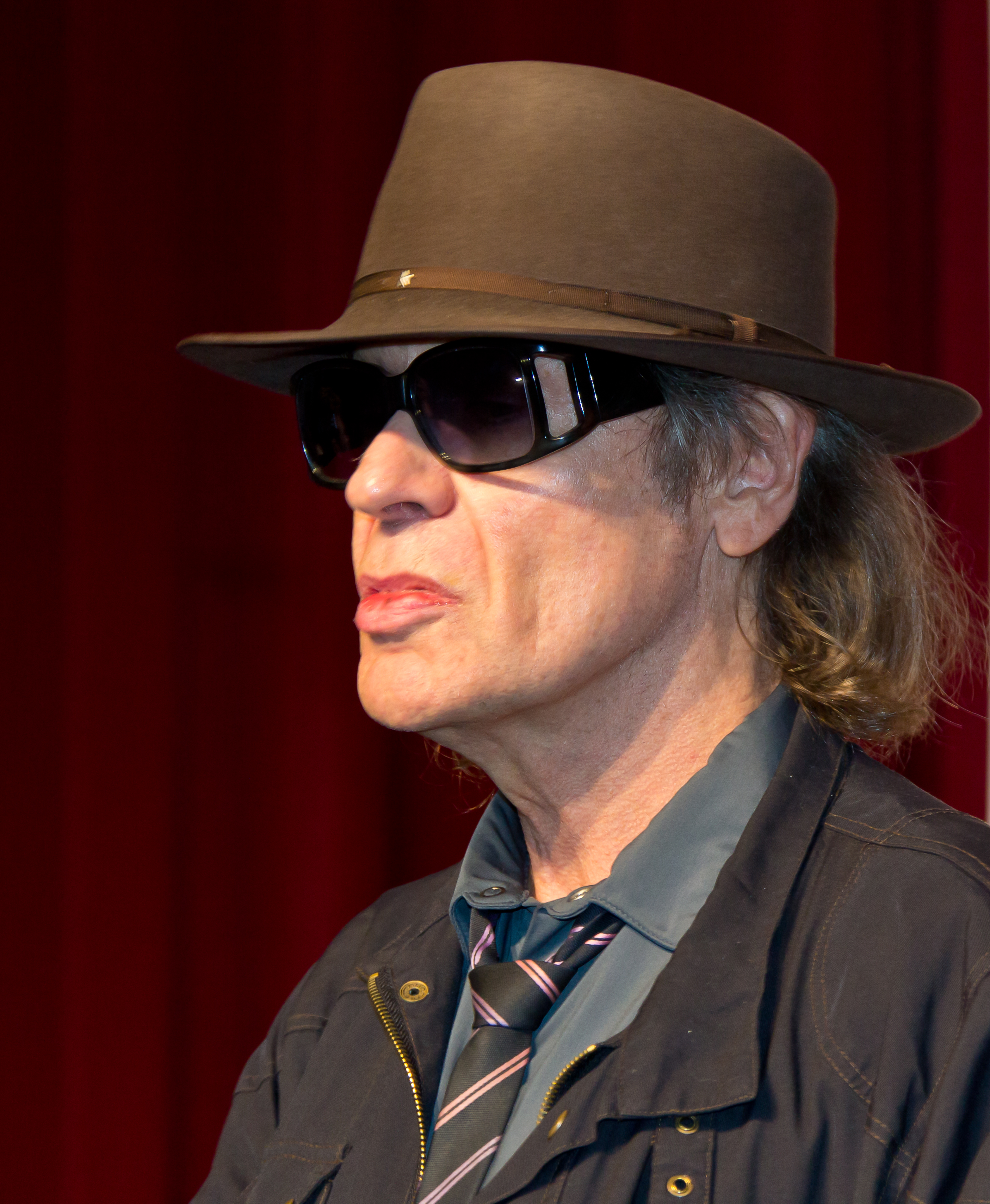
Udo Lindenberg, 2014

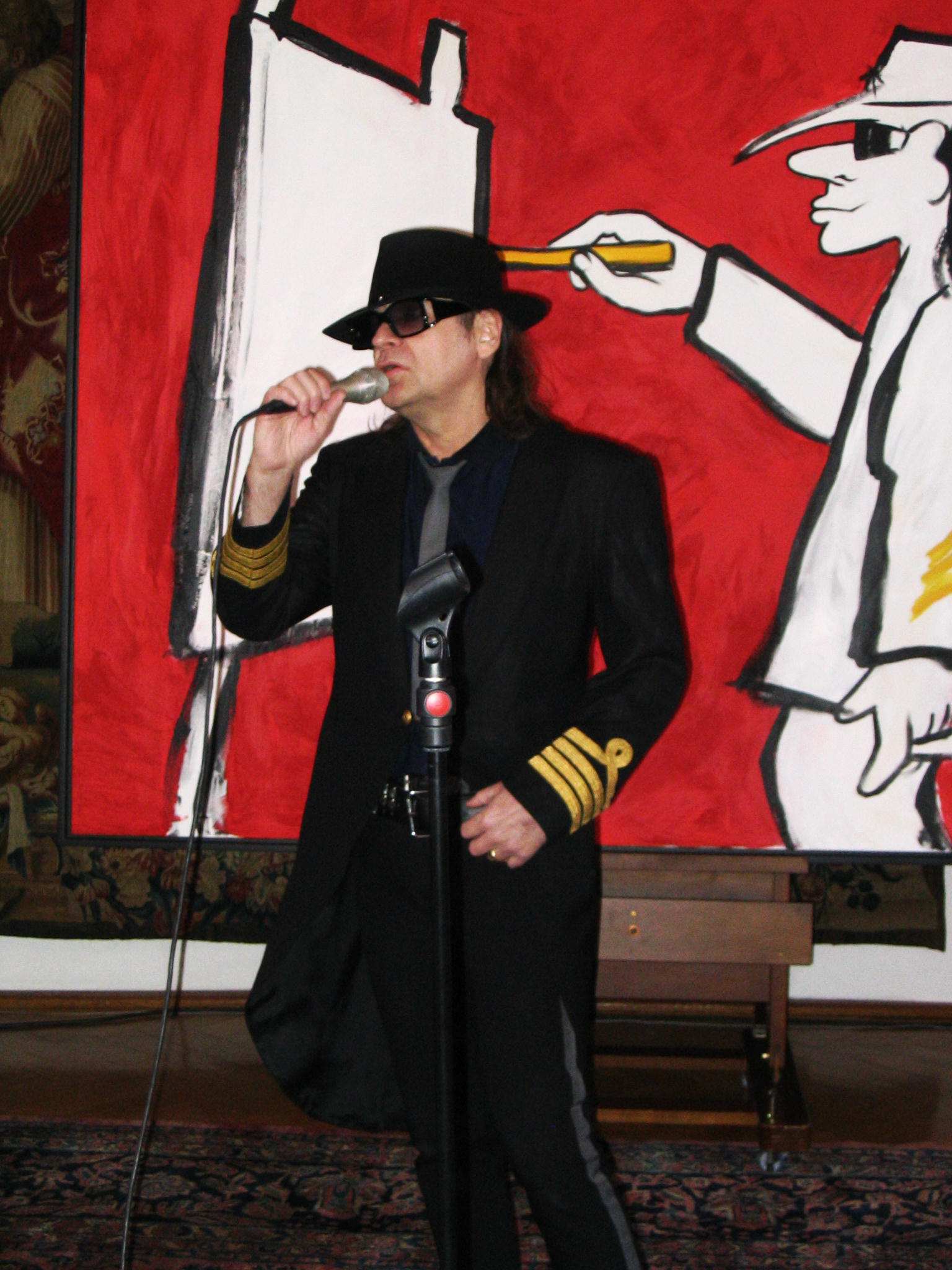
Lindenberg, 2005

Udo Gerhard Lindenberg (* 17. Mai 1946 in Gronau/Westfalen) ist ein deutscher Rockmusiker, Schriftsteller und Maler.
Nachdem er Ende der 1960er Jahre mit Bands und Musikern wie den City Preachers und Peter Herbolzheimer eine Karriere als Schlagzeuger begonnen hatte, konzentrierte er sich mit Beginn der 1970er Jahre zunehmend auf Gesang und das Schreiben eigener Titel. Als einer der ersten Rockmusiker präsentierte er Texte in deutscher Sprache und verhalf damit der deutschsprachigen Rockmusik in Westdeutschland zum Durchbruch. Seitdem entwickelte sich Lindenberg kontinuierlich zu einer führenden und prägenden Persönlichkeit in der deutschen Musikszene, dessen Tonträger vielfach Gold-Status erzielten. Zu seinen bekanntesten Liedern gehören Alles klar auf der Andrea Doria, Cello, Wozu sind Kriege da?, Sonderzug nach Pankow, Horizont, Ich lieb’ Dich überhaupt nicht mehr, Die Klavierlehrerin, Ein Herz kann man nicht reparieren und Wenn Du durchhängst. Mit seinem 34. Studioalbum Stark wie Zwei stand er 2008 im Alter von 62 Jahren zum ersten Mal in seiner Karriere auch an der Spitze der deutschen Charts. Weiter ist seine Zusammenarbeit mit Apache 207, Komet, mit 21 Wochen das am häufigsten auf Rang eins platzierte Lied seit Einführung der wöchentlichen Singlecharts 1971.
In den 1980er Jahren widmete sich Lindenberg neben seinem musikalischen Schaffen zunehmend dem Thema innerdeutsche Beziehungen. Trotz großer Bemühungen blieb es ihm jedoch verwehrt, mit seinem Panikorchester in der DDR aufzutreten – abgesehen von einem überwachten Auftritt, der 1983 vor ausgewähltem FDJ-Publikum im Ost-Berliner Palast der Republik stattfand. Eine für 1984 bereits geplante Tournee wurde von der Staatsführung der DDR wieder abgesagt. Später kam es zu einem medienwirksamen Austausch von Geschenken, als Lindenberg 1987 Erich Honecker eine Lederjacke schickte, von diesem im Gegenzug eine Schalmei erhielt und Honecker schließlich anlässlich dessen ersten Besuchs in der Bundesrepublik Deutschland eine mit dem Slogan Gitarren statt Knarren beschriftete E-Gitarre überreichte.
Seit den 1990er Jahren tritt Lindenberg auch als Maler in Erscheinung. Einer ersten Ausstellung 1996 folgten zahlreiche weitere, unter anderem 2005 mit dem Titel Keine Panik. Udo Lindenbergs bunte Republik im Haus der Geschichte in Bonn. Seine Werke fanden zunehmend Beachtung und befinden sich unter anderem im Berliner Bundeskanzleramt. Im Jahr 2010 gab das Bundesministerium der Finanzen zwei von ihm gestaltete Sondermarken heraus.
Lindenberg erhielt für sein Gesamtwerk zahlreiche Auszeichnungen. Er lebt seit 1968 überwiegend in Hamburg. Seit Juli 2016 ist er Ehrenbürger seiner Geburtsstadt Gronau/Westfalen, seit September 2022 Ehrenbürger von Hamburg.

## Leben

### Herkunft und Jugend
Udo Lindenberg wurde als Sohn von Hermine und Gustav Lindenberg, einem Installateur, geboren und wohnte bis zu seinem 15. Lebensjahr in Gronau (Westf.). Er hat drei Geschwister, den älteren Bruder Erich Lindenberg (1938–2006), der Maler war, sowie die jüngeren Zwillingsschwestern Erika und Inge Lindenberg.
Über seine Kindheit und frühe Jugend in Gronau schrieb er 1981, dass er mit elf oder zwölf Jahren „nur noch weg“ wollte: „Du mußt dir das mal vorstellen: Mitte der 50er Jahre war es überhaupt nicht selbstverständlich, daß man im Radio seine Musik (den Rock’n’Roll) hörte […]. Alles mußte erkämpft werden. […] Rock’n’Roll war bestenfalls auf den amerikanischen Besatzungssendern zu hören.“
Bereits in seiner Kindheit zeigte sich bei Lindenberg ein ausgeprägtes Rhythmusgefühl, und er nahm jede Gelegenheit zu trommeln wahr. Sein erstes Schlagzeug bestand lediglich aus Benzinfässern. Er nahm gemeinsam mit Steffi Stephan, Bertram Engel und Peter Backhausen Unterricht am Münsteraner Konservatorium an der Kreuzschanze. Mit 15 Jahren begann er eine Ausbildung zum Kellner im Düsseldorfer Hotel Breidenbacher Hof und spielte in Altstadtkneipen als Schlagzeuger. In einem Interview schilderte er seinen ursprünglichen Lebenstraum, als Kellner auf Kreuzfahrtschiffen anzuheuern (Zitat: „Mein Traum waren immer die dicken Pötte“).
Es folgten unstete Jahre, die ihn über Norddeutschland und Frankreich nach Libyen führten. Er bekam Kontakte zu Jazzmusikern wie Gunter Hampel. 1963/1964 spielte er, erst 17-jährig, mit Gerold Flasse und anderen Musikern ein Jahr lang nahe Tripolis in Clubs eines US-amerikanischen Luftwaffenstützpunktes, der Wheelus Air Force Base – heute der Mitiga International Airport. Nach seiner Rückkehr begab er sich zunächst in seiner Heimatstadt Gronau in therapeutische Behandlung, um die Erlebnisse in Libyen zu verarbeiten. Anschließend begann er ein Studium an der Westfälischen Schule für Musik in Münster. Dort spielte er mit Steffi Stephan in der Band Die Mustangs (auch: Nico und die Mustangs) und half auch in Stephans Band Birds aus. Nach dem Wehrdienst beim Raketenartilleriebataillon 150 in Wesel ging Lindenberg 1968 nach Hamburg, wo er noch im gleichen Jahr Schlagzeuger der Gruppe City Preachers wurde, der ersten Folk-Rock-Band Deutschlands. Mit Jean-Jacques Kravetz und Hannelore Mogler verfolgte er in der Formation Kravetz und Lindenberg erstmals eigene musikalische Ambitionen. Ihre Plattenaufnahmen wurden von Kravetz unter dem schlichten Titel Kravetz veröffentlicht.

### Karriere

#### 1970er Jahre
Im Jahr 1969 gründete Lindenberg zusammen mit Peter Herbolzheimer die Band Free Orbit, mit der im Oktober 1970 seine erste Langspielplatte (LP) erschien (Lindenberg: Schlagzeug, Gesang bei sechs der zehn Titel). Außerdem arbeitete er zu dieser Zeit als Studio- und Gastmusiker, zum Beispiel bei Michael Naura und Knut Kiesewetter. Seine Qualitäten als Schlagzeuger ermöglichten Lindenberg 1970 in München eine Zusammenarbeit mit dem Jazz-Saxophonisten Klaus Doldinger. Bei Doldingers Formation Motherhood und auf dem Debütalbum der von Doldinger gegründeten Formation Passport spielte Lindenberg Schlagzeug. Auch bei der von Doldinger komponierten Titelmusik der ARD-Fernsehserie Tatort wirkte Lindenberg als Schlagzeuger mit. Die erste LP der Jazzrockformation Emergency, für die Lindenberg trommelte, war 1971 kein kommerzieller Erfolg. Als Schlagzeuger wirkte er auch an den beiden ersten Platten von Niagara mit.
Die LP Lindenberg (ebenfalls 1971 und noch englisch gesungen, mit Steffi Stephan am Bass) floppte ebenfalls. Im Jahr darauf erschien die erste deutschsprachige LP Daumen im Wind (produziert von Udo Lindenberg und Thomas Kukuck, die auch die nächsten fünf Alben zusammen produzierten), von der gerade mal 7000 Stück verkauft wurden; der Titel Hoch im Norden wurde jedoch als B-Seite der Single Sommerliebe in Norddeutschland ein Hit im Radio und machte Lindenberg überregional bekannt. Nach einer Tournee als Schlagzeuger der Band Atlantis brachte 1973 das nach dem 1956 gesunkenen Passagierschiff Andrea Doria benannte Album Andrea Doria mit den Hits Alles klar auf der Andrea Doria und Cello den kommerziellen Durchbruch; das Album verkaufte sich über 100.000 Mal. Lindenberg bekam recht schnell den ersten Millionenvertrag eines deutschsprachigen Rockmusikers. Im Einerlei der deutschen (insbesondere der deutschsprachigen) Musik zu Beginn der 1970er Jahre nahm Lindenberg eine Sonderstellung ein: Zwischen international ausgerichtetem Krautrock und Schlagern fand er eine Nische. Rockmusik auf Deutsch hatten vor ihm zwar auch schon Bands wie Ihre Kinder aus Nürnberg oder Ton Steine Scherben mit ihrem Sänger Rio Reiser produziert, doch die waren zu dieser Zeit vorwiegend politisch und sprachen eher ein Nischenpublikum an.

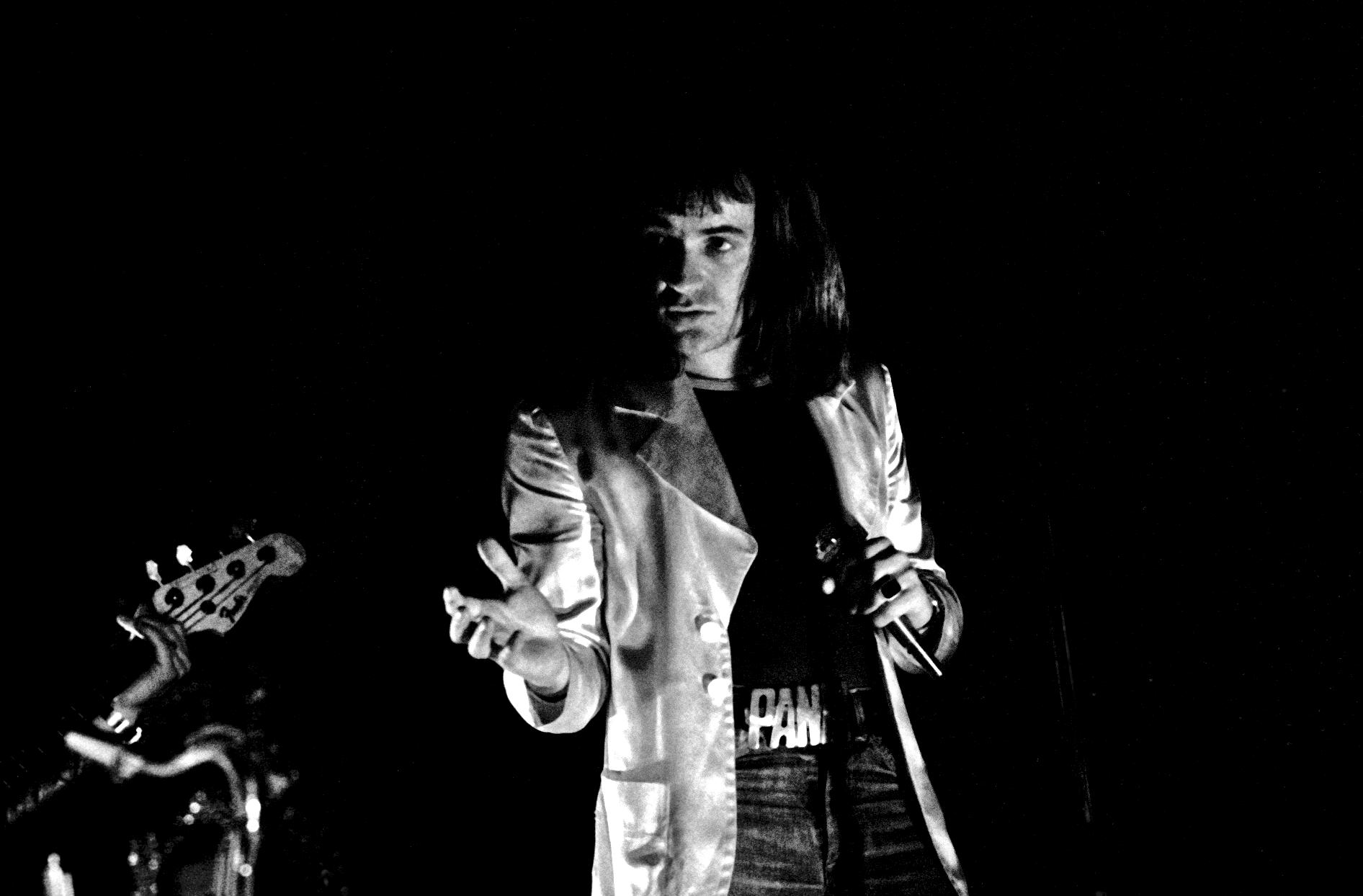
Lindenberg, 1974

Lindenbergs schnoddrige Art, alltägliche Geschichten zu erzählen (Bei Onkel Pö …), und sein nuanciertes Sprachgefühl waren dagegen bis dahin ungehört. In der Folge profitierten zahlreiche Musiker von Lindenbergs Pionierarbeit. So bekamen zum Beispiel Stefan Waggershausen und Marius Müller-Westernhagen ihre ersten Plattenverträge. Über die Urheberschaft der Sprüche Lindenbergs gab es später eine außergerichtliche Einigung mit dem langjährigen Saxophonisten Olaf Kübler. Lindenberg ging 1973 erstmals mit seinem „Panikorchester“ auf Tournee. Es folgten zahlreiche weitere Platten und Tourneen. Lindenberg erfand in diesen Jahren viele seiner Kunst- und Kultfiguren wie Rudi Ratlos, Elli Pyrelli und Bodo Ballermann.
Im Jahr 1975 erschien Lindenbergs erstes Buch Albert Alptraum bis Votan Wahnwitz. Auf dem Album Ball Pompös gelang es ihm, in seinen Liedtexten mit Wortwitz zeitgeistige Gesellschaftserscheinungen pointiert auf den Punkt zu bringen. Ein Beispiel hierfür ist das Lied Leider nur ein Vakuum, das bestimmte Verhaltensweisen der Jugendkultur satirisch beleuchtet. Riskante Spiele thematisiert Alkoholismus sowie Medikamenten- und Drogenmissbrauch, ohne dabei moralisch den Zeigefinger zu erheben. Auch im Nachfolgealbum Votan Wahnwitz wechseln die Liedtexte zwischen Ernst und Witz und werden durch einfallsreiche musikalische Strukturen überhöht. Beispiele hierfür sind die Lieder Der Malocher und Elli Pyrelli.
Das Jahr 1976 wurde für Udo Lindenberg zu einem seiner produktivsten. Neben der LP Galaxo Gang erschien unter dem Pseudonym „Das Waldemar Wunderbar Syndicat“ I make you feel good, eine erste Best of Panik Udo und die erste in einer Reihe von fremdsprachigen Veröffentlichungen: No Panic, auf der Lindenberg seine Lieder auf Englisch intoniert. Im gleichen Jahr (und auf einer weiteren LP: Sister King Kong) artikulierte Lindenberg in dem Lied Rock ’n’ Roll Arena in Jena zum ersten Mal die Forderung nach einer „Panik-Tournee“ durch die DDR. 1976 „entdeckte“ Lindenberg auch Ulla Meinecke und produzierte ihre ersten beiden Alben. Sie war als Gast und Songschreiberin auf der 1977er LP Panische Nächte und der 1978 erschienenen Dröhnland Symphonie zu hören. Auf Lindenbergs Rock Revue (1978) coverte er zusammen mit Horst Königstein Klassiker des Rock ’n’ Roll (von Little Richard über die Beatles bis zu den Rolling Stones) mit deutschen Texten und ging danach auf Tournee.
Die folgende „Dröhnland-Symphonie“-Tour wurde von Peter Zadek als Show mit großer Bühne, Multimedia und einer Vielzahl an kostümierten Statisten inszeniert. Als Ergebnis entstand Lindenbergs erstes Livealbum Livehaftig. Darauf befindet sich eine Coverversion des Songs We Gotta Get Out of This Place von Eric Burdon, mit dem Lindenberg 1979 durch Deutschland tourte. Im selben Jahr erschien mit Der Detektiv die zweite Rock-Revue, auf der weitere deutsche Coverversionen internationaler Hits wie Candle in the Wind von Elton John, Born to Be Wild von Steppenwolf, My Little Town und As Time Goes By (aus dem Film Casablanca) zu finden sind.
Udo Lindenberg bewohnte in Hamburg-Winterhude die „Villa Kunterbunt“ im Rondeel 29, in der er zeitweise auch mit Otto Waalkes und Marius Müller-Westernhagen in einer WG lebte. Lindenbergs Alliterationen inspirierten Waalkes zu Figuren wie Harry Hirsch, Susi Sorglos und anderen.

#### 1980er Jahre

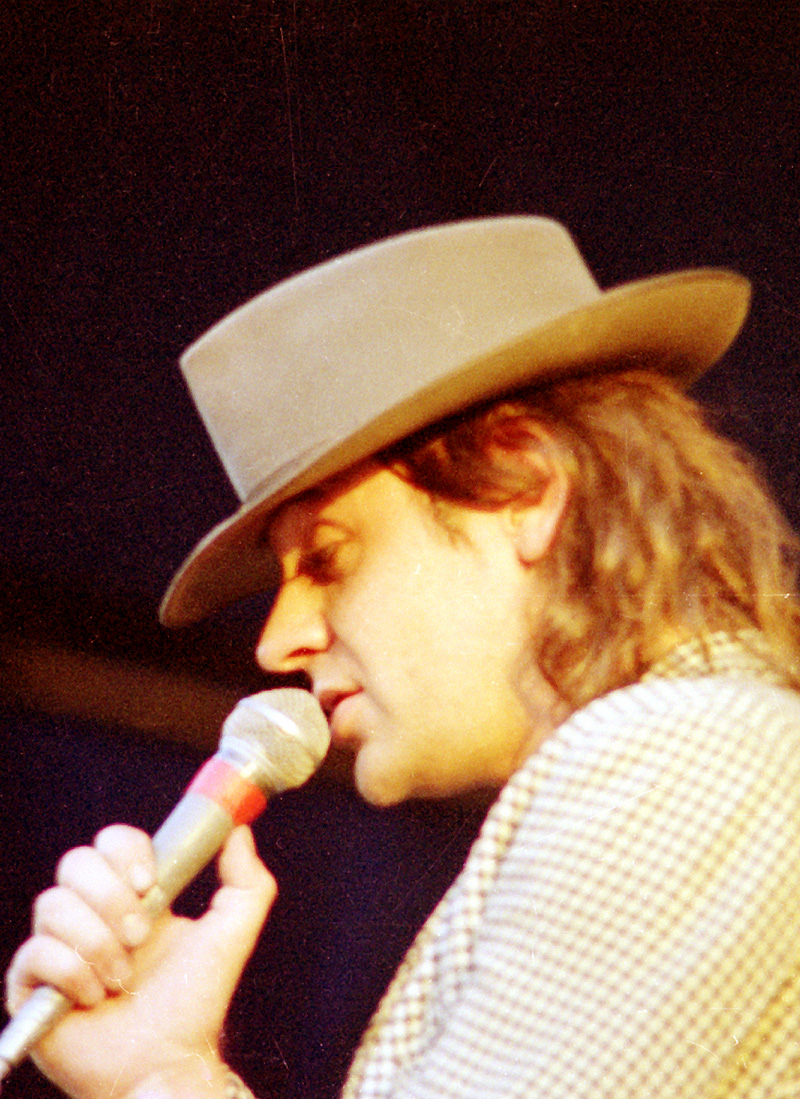
Lindenberg, 1987

1980 produzierte Lindenberg den Film Panische Zeiten, in dem er neben Karl Dall, Hark Bohm und Eddie Constantine als Schauspieler in einer Doppelrolle (als Detektiv Coolman und er selbst) zu sehen war. Die gleichnamige Platte erschien im selben Jahr, und auf der Tour gastierte Helen Schneider. 1981 erschien neben der Single Wozu sind Kriege da?, einem Duett mit Pascal Kravetz, dem zehnjährigen Sohn des Panikorchester-Pianisten, ein weiteres Buch Rock und Rebellion – ein panisches Panorama. Die LP Udopia wurde aufwendig und vielseitig zwischen hartem Rock und Chanson in Nassau und New York produziert.
Nach der ausgedehnten Tour mit Inga Rumpfs Reality erschien Anfang 1982 das Doppel-Livealbum Intensivstationen mit Mitschnitten der 1980er und 1981er Touren. Das letzte Album 1982 für seine langjährige Plattenfirma Teldec ist gleichzeitig das ungewöhnlichste. Keule wird auch als Lindenbergs Punkalbum betitelt. Neben minimalistischen Arrangements (Körper), brachialem Rock (Gesetz) und Texten voll beißender Gesellschaftskritik fällt vor allem das Cover mit Lindenberg als haarigem Neandertaler aus dem Rahmen. An den Aufnahmen für das Album waren auch die US-amerikanischen Musiker George Lynch (Gitarre), Juan Croucier (Bass) und Mick Brown (Schlagzeug), alle drei seinerzeit Mitglieder der Band Dokken, beteiligt. 1983 übernahm Lindenberg neben Renan Demirkan und unter der Regie von Adolf Winkelmann die Hauptrolle im Film Super.
1983 wurde das Lied Sonderzug nach Pankow aus der LP Odyssee, eine Adaption von Harry Warrens Chattanooga Choo Choo, sein bis dahin größter kommerzieller Erfolg und löste eine Diskussion in der Regierung der DDR aus, da Lindenberg deutlich den Wunsch äußerte, in der DDR auftreten zu dürfen („All die ganzen Schlageraffen dürfen da singen…“). Bereits 1979 hatte Udo Lindenberg in einem Radiointerview des SFB seinen Wunsch zu einem Auftritt in der DDR vorgetragen, der aber vom Chefideologen Kurt Hager des SED-Politbüros intern strikt abgelehnt wurde. In den folgenden vier Jahren hatte sich das Meinungsbild aber derart verschoben, dass Kurt Hager umgestimmt wurde.
Am 25. Oktober 1983 durfte Udo Lindenberg schließlich doch im Palast der Republik in Ost-Berlin auftreten. Sein 15-minütiger Auftritt dort wurde vom DDR-Geheimdienst, dem Ministerium für Staatssicherheit, umfangreich überwacht. Zum 30-jährigen Jubiläum dieses Ereignisses veröffentlichte die Stasi-Unterlagen-Behörde im Oktober 2013 eine 108-seitige Dokumentation. Reinhold Beckmann, der das Ereignis als Tonassistent eines Kamerateams erlebte, produzierte mit Falko Korth den einstündigen Dokumentarfilm Die Akte Udo Lindenberg, der 2015 ausgestrahlt wurde.

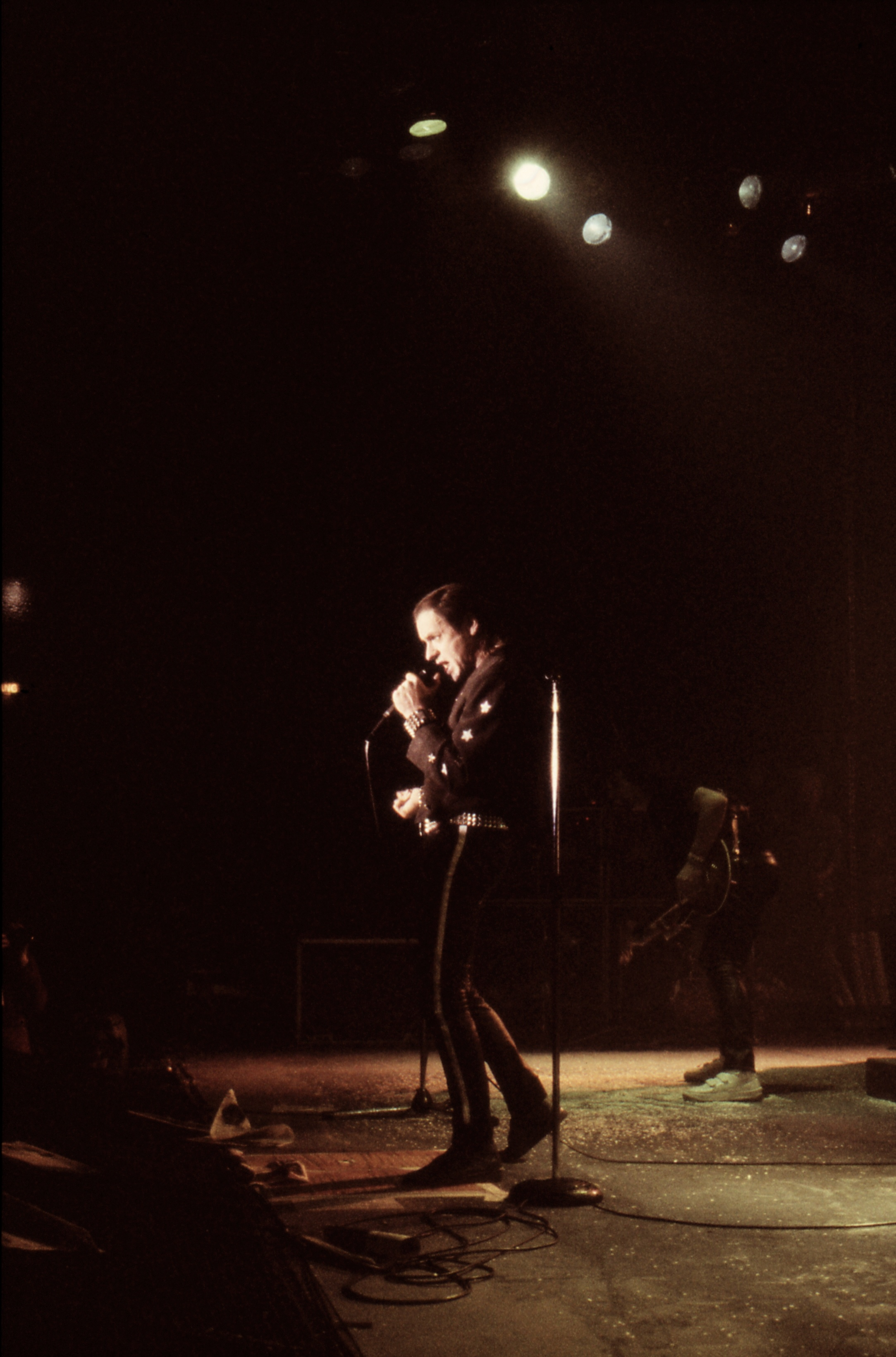
Götterhämmerung-Tour, 1984

Danach feierte Lindenberg im Westen sein zehntes Bühnenjubiläum in der ausverkauften Berliner Waldbühne. Die Tournee 1984 durch die DDR wurde trotz bereits geschriebener Hymne Hallo DDR! auf der 1984er LP Götterhämmerung von der dortigen Regierung abgesagt. Ähnlich erging es im gleichen Jahr der Gruppe BAP.
Götterhämmerung überraschte ebenso wie der Vorgänger Odyssee durch neue Sounds. Disko-Funk (Commander Superfinger) verbindet sich dort mit schnoddrigen Texten mit hohem Aktualitätsbezug. Sie brauchen keinen Führer bezieht deutlich Stellung zum Thema Neonazis. 1985 konnte Lindenberg nach ausgedehnter Sündenknall-Tournee (LP im Frühjahr mit einer Coverversion von Ich brech’ die Herzen der stolzesten Frau’n) in Moskau auftreten. Bei diesem Konzert sang er das Stück Wozu sind Kriege da im Duett mit der bekannten russischen Sängerin Alla Pugatschowa. Sie änderte in ihrer Strophe die Textzeile „Und ich fürchte mich in diesem Atomraketenwald“ ab in „Ich fürchte mich in diesem Wald aus westlichen Raketen“ (russisch Ja bojus w lesu is sapadnych raket), so zu hören auf der LP Radio Eriwahn, deren A-Seite neue Studiotracks (Moskau) und die B-Seite Livemitschnitte aus den Moskauer Konzerten enthält.
1986 starb Gabi Blitz, die Wegbegleiterin und Privatsekretärin Lindenbergs und des Panikorchesters an einer Überdosis Drogen. Lindenberg widmete ihr die Ballade Horizont („Ein Paar wie Blitz und Donner…“) und landete damit einen weiteren Hit. Das dazugehörige Album Phönix ist elektronisch dominiert und enthält (unter der Regie von Horst Königstein) vor allem Vertonungen von Texten von Bertolt Brecht und Lieder von Friedrich Hollaender in modernen Versionen. 
Zur Zeit der Wende und danach war Erwin Hilbert Lindenbergs Privatsekretär und Berater. Später übernahm Arno Köster die Aufgaben eines Sekretärs.

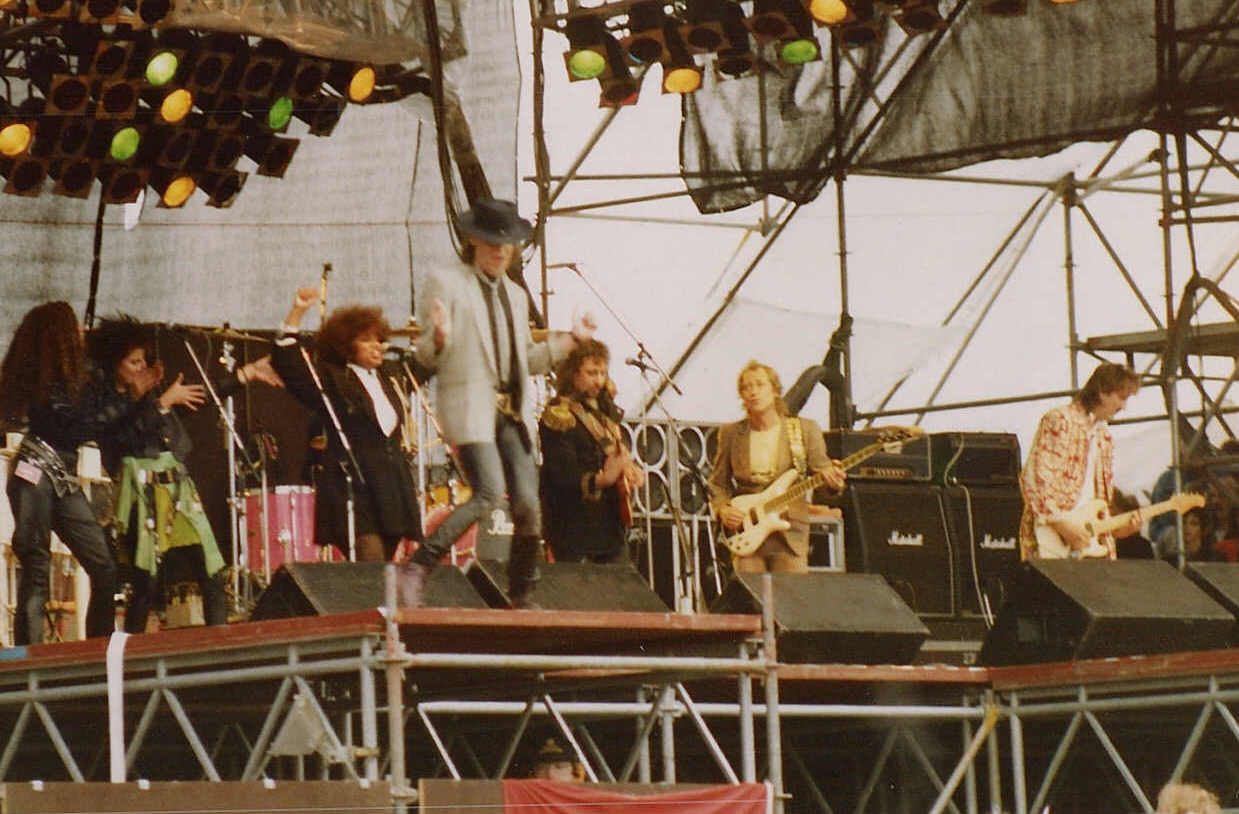
Rock am Ring, 1987

1987 schenkte Lindenberg Erich Honecker anlässlich dessen erstem Besuch in der Bundesrepublik Deutschland in Wuppertal neben einer zuvor bereits postalisch übersandten Lederjacke eine E-Gitarre mit der Aufschrift Gitarren statt Knarren und erhielt im Gegenzug eine Schalmei. Diese kam auf der Hymne auf den Generalsekretär vom Album Feuerland zum Einsatz. Die E-Gitarre war in einer retrospektiven Udo Lindenberg-Wanderausstellung zu sehen, die beispielsweise 2012 im Jagdschloss Augustusburg bei Chemnitz und 2015 im Porsche-Museum in Stuttgart gastierte. Die Lederjacke wurde für 7500 DDR-Mark an den ‚VEB Jugendmode‘ in Rostock versteigert und befindet sich im Kulturhistorischen Museum Rostock. Für seine erste Tournee durch die DDR musste Lindenberg dennoch bis nach dem Mauerfall warten. Im Juni 1988 trat er zusammen mit zahlreichen Musikern, zum Beispiel Michael Jackson, Pink Floyd und Nina Hagen, beim Rockkonzert vor dem Reichstagsgebäude in West-Berlin auf. 1988 erschien in der Sowjetunion das Album Песни вместо писем/Songs Instead of Letters, das auf der einen LP-Seite vier Lieder der Künstlerin Alla Pugatschowa und auf der anderen Seite fünf Lieder von Lindenberg enthält.
Nach der Feuerland-Tournee kam es Anfang 1988 zum Bruch zwischen Lindenberg und dem Panikorchester (siehe Abschnitt Begleitmusiker). Dessen Mitglieder bemängelten die zunehmend mit Show-Effekten aufgeladenen Bühnenauftritte und ein Nachlassen der musikalischen Qualität, besonders nach Hinzuziehung von Teenager-Musikern wie den beiden Paniksöhnen. Hinzu kam, dass der zum Deutschrocker gewandelte Schlagersänger Peter Maffay einige von Lindenbergs traditionellen Begleitmusikern in die eigene Band übernehmen wollte. Von Bedeutung war auch Lindenbergs gesteigerter Alkoholkonsum, der das Verhältnis zwischen ihm und dem Panikorchester belastete. Die Trennung von seiner bisherigen Begleitband machte sich für Lindenberg rasch negativ bemerkbar, indem der Ticketverkauf einbrach und er zeitweilig vor weniger Publikum in kleineren Spielstätten auftreten musste. Auch fielen aufgrund seines Alkoholproblems wiederholt Konzerte aus.
Zur selben Zeit, Anfang 1988, widmete Lindenberg seiner Mutter Hermine die gleichnamige Platte, auf der er als Chansonnier Lieder aus der Zeit von 1929 bis 1988 intonierte. Auf dieser Platte findet sich auch die letzte Tonaufnahme von Marlene Dietrich; aufgenommen 1987 in ihrer Pariser Wohnung, die sie seit Jahren nicht mehr verlassen hatte, wurden die Bänder zu Lindenberg gebracht, der in einem nahen Café wartete. Auf Hermine finden sich neben Eigenkompositionen wiederum Lieder von Friedrich Hollaender, Theo Mackeben und Texte von Erich Kästner. Lindenberg setzte diese Tradition später mit der LP Gustav (seinem Vater gewidmet), dem Belcanto-Album und seiner Atlantic-Affairs-Revue fort. Auf der folgenden Feuerland-Revue 1988 prallten die Chansons und der harte Rock des Panikorchesters aufeinander. Danach ging man erst einmal getrennte Wege.
Das folgende Album CasaNova wurde komplett in London eingespielt und verzichtete größtenteils auf Rock zugunsten von Balladen und Schlüpfrigem, wie etwa Die Klavierlehrerin, seine Zusammenarbeit mit der Punksängerin Nina Hagen. Die englischsprachige Version wurde 2018 in dem Boxset Das Vermächtnis der Nachtigall 1983–1998 veröffentlicht. 1989 stellte Lindenberg mit El Panico seine erste Autobiografie vor. Kieran und Lukas Hilbert aus Tostedt, als Gäste bereits 1988 mit auf Tour, traten dem Panikorchester bei. Die Brüder übernahmen, unter dem Management ihres Vaters Erwin Hilbert, mit Trommler Jean Autret, Karl Allaut und Hendrik Schaper für mehrere Jahre die musikalische Begleitung Lindenbergs. Sie (ko-)produzierten zum Beispiel das Album Bunte Republik Deutschland, das pünktlich zum Mauerfall und nach einem überstandenen Herzinfarkt im November 1989 erschien.

#### 1990er Jahre

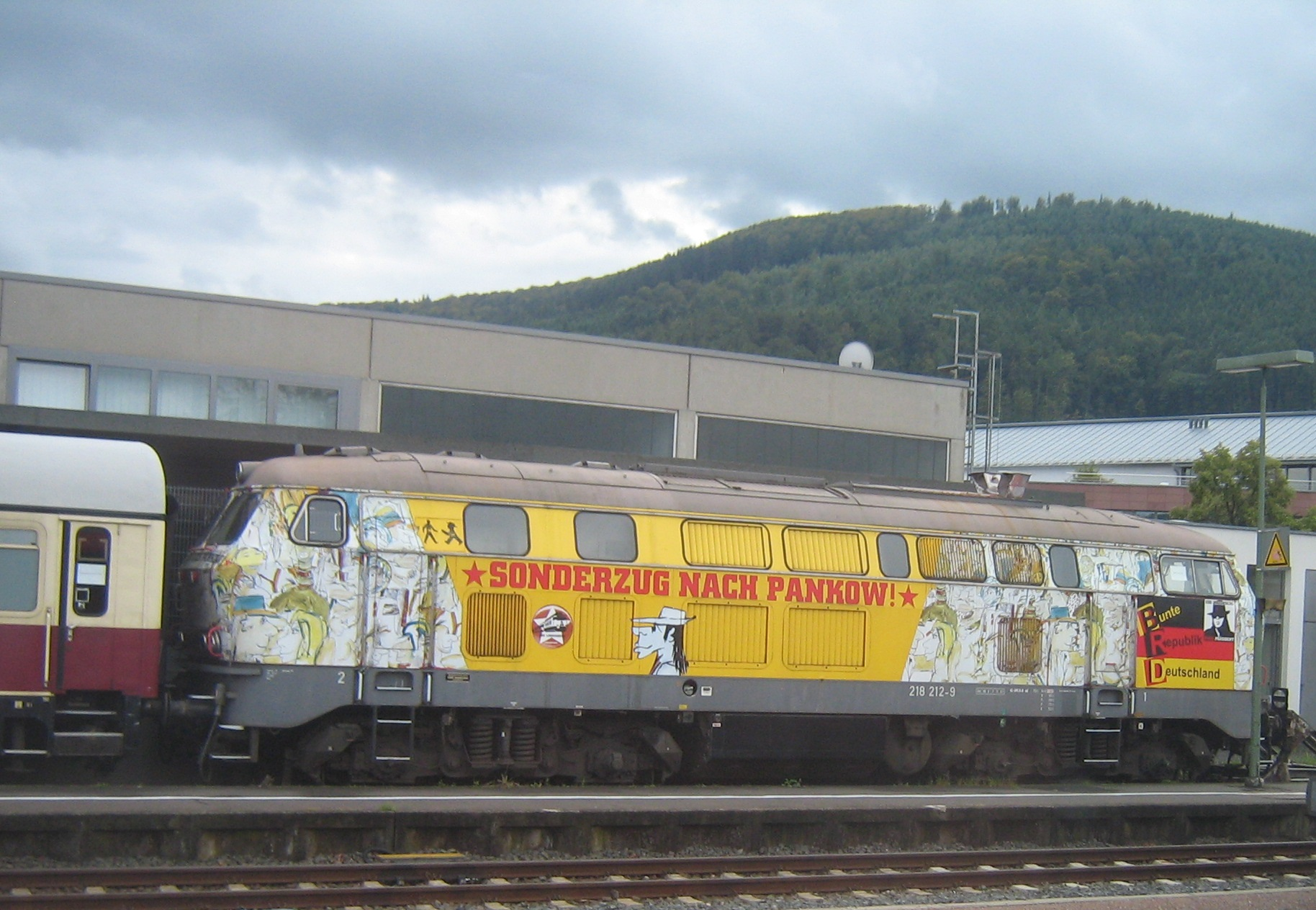
Sonderzug nach Pankow

Im Januar 1990 konnte Lindenberg mit dem neuen Panikorchester im Zuge der politischen Wende erstmals auf Tournee durch die DDR gehen. Als Ergebnis wurde Live in Leipzig auf LP und Video gebannt. Für das Album Ich will dich haben (1991) (mit Kompositionen von Annette Humpe und Inga Humpe) erhielt Lindenberg abermals eine goldene Schallplatte. Lukas Hilbert wurde eine Zeit lang sein musikalischer Direktor. Dessen Vater Erwin Hilbert wirkte bei insgesamt zehn Lindenberg-Alben als Textberater und Studiosekretär mit. Lindenberg produzierte Lukas Hilberts erstes Soloalbum. In rascher Abfolge erschien weiter Album auf Album. Der große Erfolg blieb jedoch aus. Erste Videos liefen auf VIVA, so zum Beispiel:
- Und ewig rauscht die Linde (1996), das rau und rockig und – im Gegensatz zu den Vorgängeralben – „dancefloorfrei“ produziert wurde von Franz Plasa (Echt/Selig) und die Wiedervereinigung des alten Panikorchesters auf der folgenden Tour mit sich brachte.
- Belcanto, auf dem Lindenberg alte Hits und neue Lieder und das Deutsche Filmorchester Babelsberg im Chanson-Stil der 1920er und 1930er Jahre zueinander bringt.
- You can’t run away, einer neuen Version des Lindenberg-Songs No Future, zusammen mit Freundeskreis und produziert von 3P

Am 25. Januar 1992 fertigte er im Rahmen des Rockmarathons zur Rettung von Jugendradio DT64 einen Sonderzug nach Pankow, der von Fans aus Sachsen zur Fahrt von Leipzig nach Berlin gemietet war, ab.

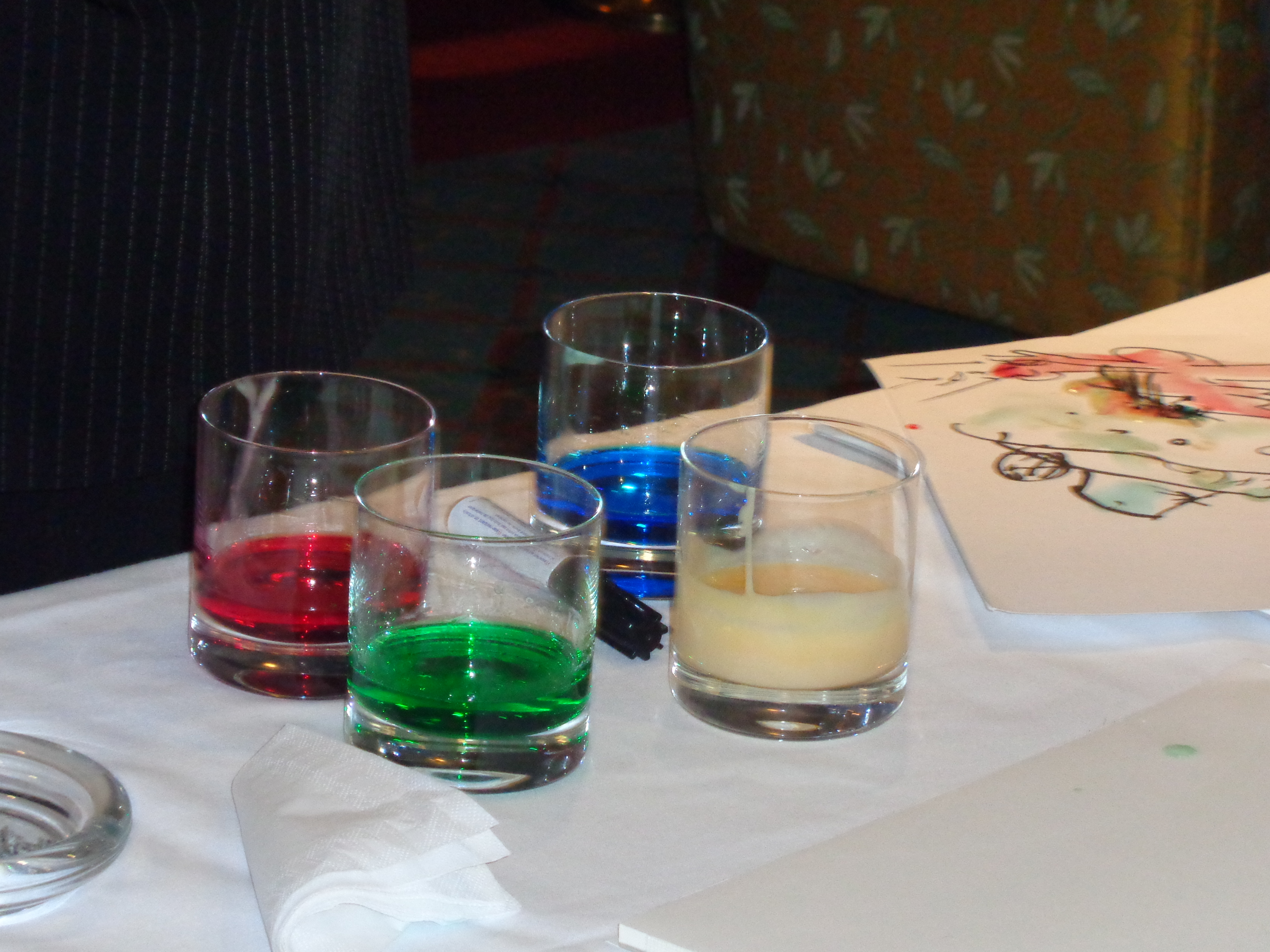
Udos Likörelle

Neben seinen musikalischen Tätigkeiten trat Lindenberg auch zunehmend als Maler in Erscheinung. 1996 hatte er seine erste Ausstellung, viele weitere folgten. Im Dezember 2002 stellte er, inspiriert und koordiniert von Erwin Hilbert, seinen Bilderzyklus Die 10 Gebote in der Hamburger St.-Jacobi-Kirche aus. Nach der am 29. April 2005 eröffneten Ausstellung im Haus der Geschichte in Bonn folgten in Zusammenarbeit mit den Galerien Walentowski Ausstellungen seiner Werke in Werl (Eröffnung am 6. November 2005) und Dresden (18. Februar 2006). Als Vernissage der Walentowski-Galerie Udo Lindenberg & more in der neuen Europa Passage, Hamburg, begann diese mit einer Udo-Lindenberg-Ausstellung. Zudem erschienen Bildbände über Lindenbergs Werke. Arbeiten des Strichers aus St. Pauli, wie er sich ab und zu selbst bezeichnet, befinden sich im Kanzleramt und im Haus der Geschichte. Seine Likörelle – Malereien, eingefärbt mit alkoholischen Getränken – sind ebenso skurril wie der Ejakulator, wo mithilfe eines Schlagzeugs die Leinwand vollgespritzt wird.

#### 2000er Jahre
Musikalisch machte Lindenberg 2002 mit seiner Revue Atlantic Affairs wieder auf sich aufmerksam. Er interpretierte Lieder von deutschen Exilanten aus den 1920er, 1930er und 1940er Jahren. Auf dem Album gastierte neben Yvonne Catterfeld und den Prinzen auch Helge Schneider mit einem Saxofonsolo. Der dazugehörige Film (mit Horst Buchholz) lief in der ARD und die Show (mit Otto Sander und Ben Becker) führte die Band auch für zwei Konzerte nach China. Das Album Panikpräsident aus dem Jahr 2003 enthielt Neuaufnahmen alter Songs, eingespielt vom Panikorchester in aktueller Besetzung, darunter Duette mit Peter Maffay und Nena (auf Horizont). 2004 ging Udo Lindenberg aus Anlass seines 30. Bühnenjubiläums mit dem Motto Aufmarsch der Giganten auf Tournee. Gäste waren Nina Hagen, Peter Maffay und erneut Eric Burdon. Die Konzerte folgten chronologisch seinem musikalischen Werdegang; eine DVD davon wurde veröffentlicht. 2004 erschien auch die Autobiografie Udo Lindenberg Panikpräsident, die enthüllt, warum Lindenberg seit Anfang der 1980er Jahre seinen Hut als Markenzeichen trägt und kultiviert – eine verärgerte Geliebte hatte ihm in Brasilien mit dem Messer eine Narbe zugefügt – und dass Nena eine seiner zahlreichen Lieben war. Die Autobiografie erschien zudem als von Ben Becker gesprochenes Hörbuch. RTL widmete Lindenberg in der Porträtreihe Absolut eine eigene Show, in der er unter anderem mit Yvonne Catterfeld auf der Bühne stand.
Zum 60. Geburtstag im Jahr 2006 und nach dem Erscheinen weiterer Best-Of-Produktionen (Damenwahl mit einer Auswahl zum Teil unveröffentlichter Duette mit Kolleginnen) erhielt er Ende des Jahres die 1 Live Krone für sein Lebenswerk. Lindenberg trat dabei zusammen mit Silbermond, Max Herre und Jan Delay auf. Letzteren unterstützte Lindenberg auf seinem Album Mercedes Dance im Lied Im Arsch; im dazugehörigen Video mimte Lindenberg den Paten.
2006 wurde Lindenberg damit beauftragt, die Künstler-Ausgabe der Jubiläums-Edition Meyers Großes Taschenlexikon zu gestalten und den Einband aller 24 Bände – zuzüglich einem Band mit der Lexikon-DVD – zu illustrieren. Jeder einzelne Band zeigt ein anderes Motiv auf dem Buchumschlag und als Besonderheit ergeben alle 25 Buchrücken zusammen in geordneter Reihenfolge das Gesamtkunstwerk „Die Menschenfamilie“. Udo Lindenberg über diese Arbeit: „Die Menschenfamilie ist ein Panoptikum bunter und skurriler Zeitgenossen. Farbenfroh, detailreich und voller neuer Perspektiven.“ Im März 2011 folgte eine zweite, ausstattungsgleiche Auflage dieser Künstleredition mit 999 Exemplaren – diesmal veröffentlicht als Brockhaus Taschenlexikon.
2007 spielte Lindenberg in dem Musikvideo Vom selben Stern von Ich + Ich mit.
Das Album Stark wie Zwei erschien am 28. März 2008 bei Warner Music/Starwatch Music. Es war das erste reguläre Studioalbum von Lindenberg seit dem Jahr 2000. Als erste Single-Auskopplung wurde der Titel Wenn Du durchhängst am 22. März vorab veröffentlicht. Auf dem Album arbeitete Lindenberg unter anderem mit den Künstlern Annette Humpe, Jan Delay, Silbermond, Till Brönner und Helge Schneider zusammen. Produzent war Andreas Herbig. Das Album, das von den Fans wie von der Kritik sehr gut aufgenommen wurde, stieg direkt nach Erscheinen auf Platz 1 der deutschen Albumcharts ein und war damit Lindenbergs erstes Album, das diese Position erreichte. Auch er selbst zeigte sich in Interviews immer wieder überrascht über dieses herausragende Echo. Insgesamt erreichte das Album Doppelplatin; bisher wurden rund 630.000 Alben verkauft.

#### 2010er Jahre

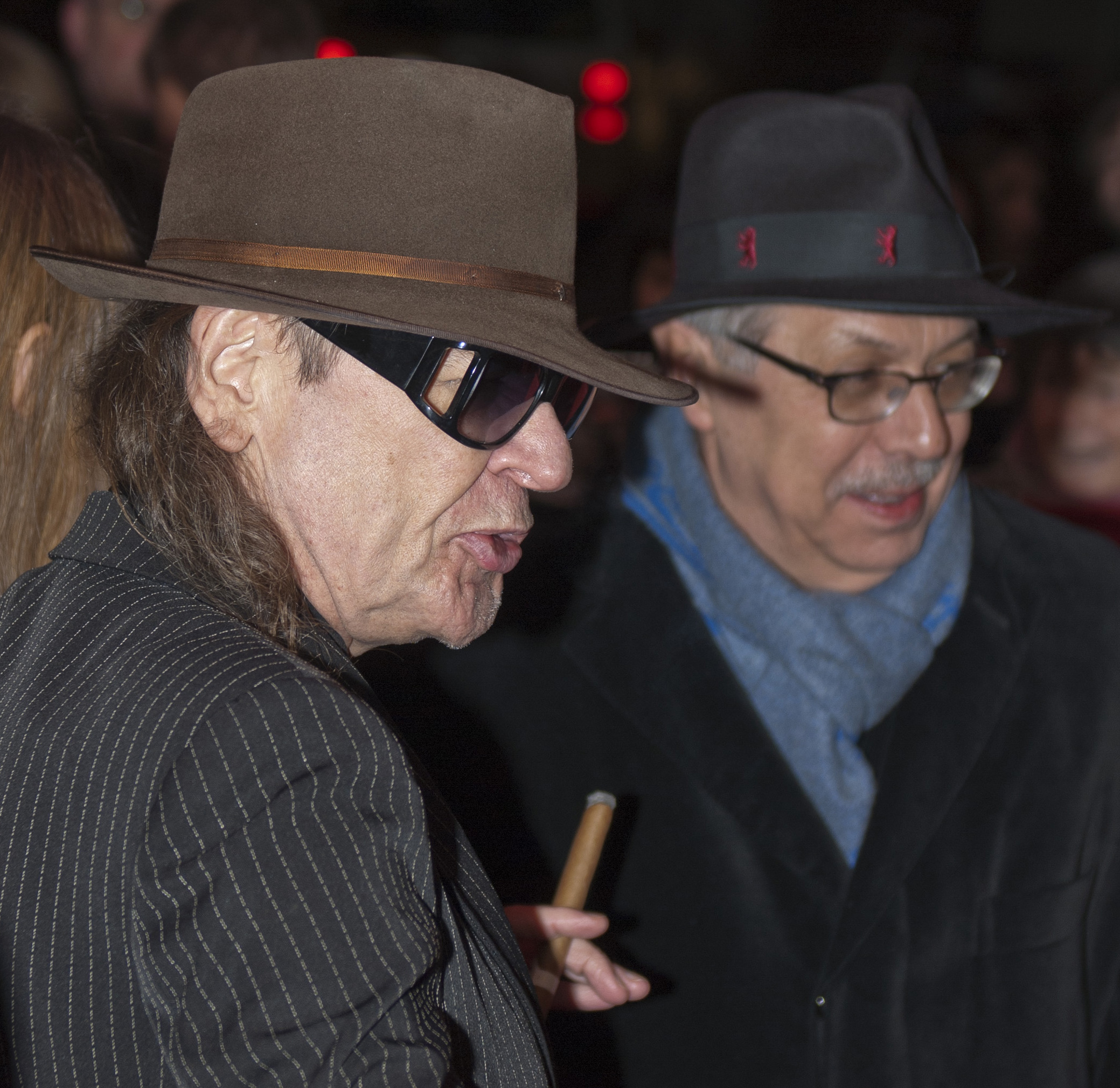
Lindenberg mit dem Filmfestivalleiter Dieter Kosslick auf der Berlinale 2011

Am 1. Juli 2010 gab das Bundesministerium der Finanzen zwei von Udo Lindenberg gestaltete Sondermarken heraus: die im Rahmen der Serie Aktuelles erscheinenden Motive zu 45 und 55 Eurocent Andrea Doria und Sonderzug nach Pankow. Auf beiden Marken hat Lindenberg auch sich selbst karikaturistisch dargestellt. Das Honorar für die Gestaltung spendete Lindenberg für die Udo-Lindenberg-Stiftung. Angelehnt an die Gestaltung der Sondermarken vermarktete die Deutsche Post als sogenannte Premium Kartonage zwei Packsets der Größen S (Sonderzug nach Pankow) und M (Andrea Doria), die Lindenbergs Lebensgefährtin Tine Acke grafisch mitgestaltete.
Am 13. Januar 2011 hatte das Musical Hinterm Horizont mit Liedern Lindenbergs in Berlin im Theater am Potsdamer Platz Premiere. Der Handlung liegt die Liebesgeschichte zwischen ihm und dem besungenen Mädchen aus Ostberlin zugrunde.
Am 3. Juni 2011 absolvierte Udo Lindenberg im Hamburger Kampnagel ein über dreistündiges MTV-unplugged-Konzert. Das entsprechende Album MTV Unplugged – Live aus dem Hotel Atlantic, für das Andreas Herbig, Henrik Menzel und Peter „Jem“ Seifert musikalische Leitung, Arrangement und Produktion verantworteten, wurde bereits nach drei Monaten mit Fünffach-Gold für 500.000 verkaufte Einheiten ausgezeichnet, 2014 erhielt es Elffach-Goldstatus. Mittlerweile wurde es über eine Million Mal verkauft. Für das Album nahm er unter anderem mehrere Duette auf, wie mit Clueso sein Lied Cello, das Platz 4 in den Deutschen Singlecharts erreichte, oder mit Inga Humpe Ein Herz kann man nicht reparieren.
In der Wetten, dass..?-Sendung vom 5. November 2011 sang er ebenfalls zusammen mit Clueso und Gästen eine umgeschriebene Version des Songs Mein Ding zu Ehren von Thomas Gottschalk. Auf Jagdschloss Augustusburg bei Chemnitz war vom 18. August bis 11. November 2012 die von Lindenbergs Freund und Kurator Manfred Besser gestaltete Ausstellung „Udo. Die Ausstellung“ zu sehen. Sie war dem Gesamtwerk des Musikers und Künstlers Udo Lindenberg gewidmet und zeigte in vierzehn Räumen mehr als 500 Exponate von Lindenberg. Zuvor war die Ausstellung auf Schloss Neuhardenberg und im Museum für Kunst und Gewerbe Hamburg zu Gast.

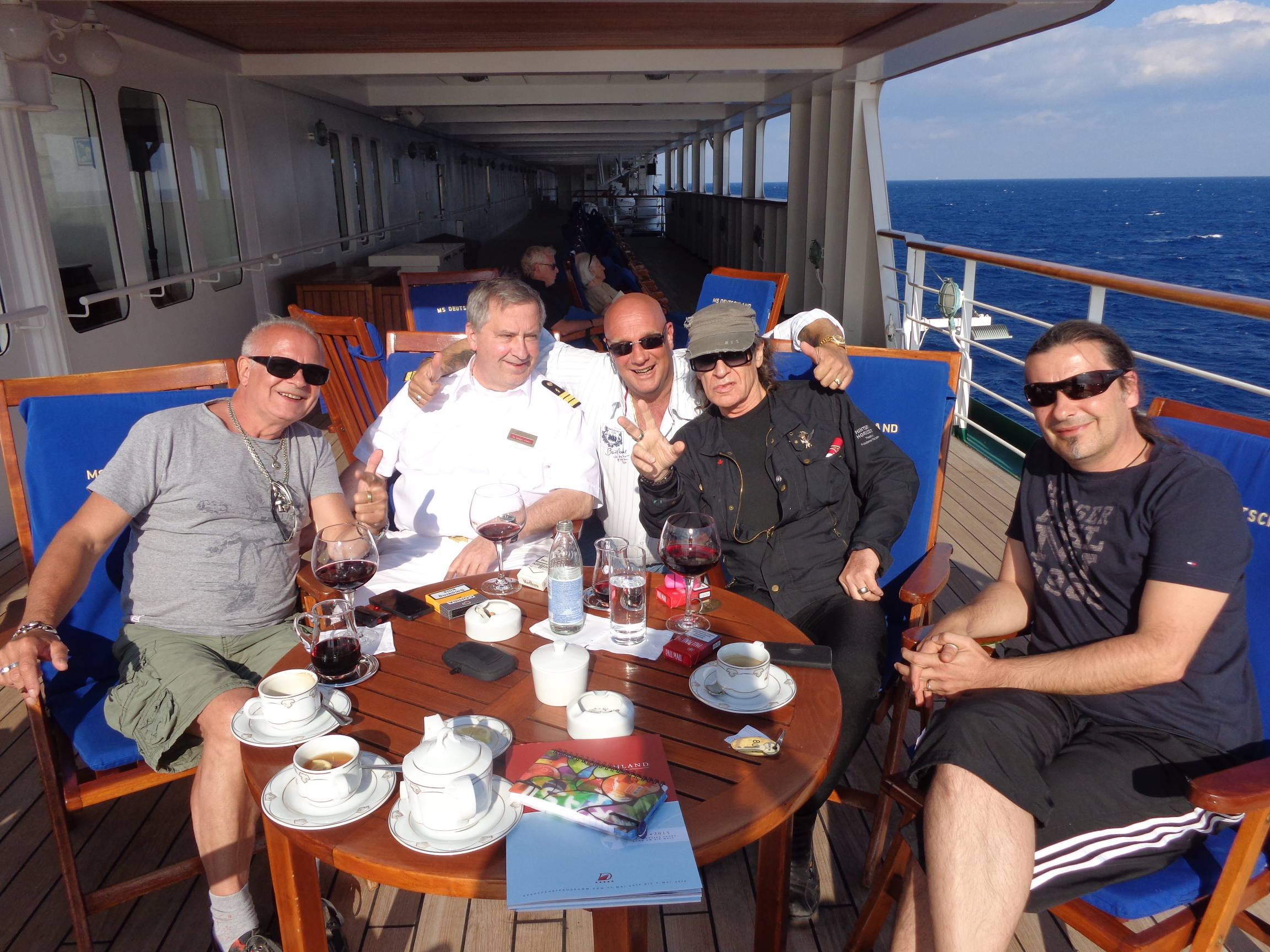
Kreuzfahrt, 2014

Nach 2010 veranstaltete die Reederei TUI Cruises 2014 mit Udo Lindenberg ein drittes Mal eine Rockliner betitelte Kurzkreuzfahrt, auf der er mit Gästen auftrat. Im Juni 2014 gab Lindenberg in Düsseldorf und in Leipzig jeweils zwei ausverkaufte Stadion-Konzerte mit 45.000 Besuchern pro Konzert. Am 25. März 2015, 32 Jahre nach Veröffentlichung von Sonderzug nach Pankow, einem Titel mit der Melodie des Chattanooga Choo Choo, fuhr Lindenberg tatsächlich im U-Bahn-Zug der BVG aus West-Berlin in den Osten der Stadt nach Pankow.
Im November 2013 brach Lindenberg mit seinem langjährigen Bodyguard und Faktotum, Eddy Kante. Anlass war laut Kantes Aussage dessen Autobiographie In meinem Herzen kocht das Blut – Ein Leben auf der Kante, deren Veröffentlichung zwei Monate zuvor Lindenberg kritisiert habe. Kante wurde nun von Lindenberg dauerhaft beurlaubt. Kante, der seit 1981/82 für Lindenberg gearbeitet hatte, strengte in der Folge Anfang 2014 eine Klage gegen seinen ehemaligen Freund und Chef an. Darin machte er vermeintlich ausstehende Lohnzahlungen in Höhe von 563.000 € geltend. Seine bis zu 16-stündigen Arbeitstage seien mit nur 1.500 bis 1.800 € monatlich über Jahre unangemessen gering entlohnt worden. Der Gerichtstermin wurde jedoch auf Antrag beider Parteien zugunsten einer angestrebten außergerichtlichen Einigung aufgehoben.
Im Rahmen der Panikparty 2015 trat Lindenberg 2015 in der hannoverschen HDI-Arena, im Berliner Olympiastadion und in der Frankfurter Commerzbank-Arena auf. Vom 1. Februar bis zum 12. April 2015 fand im Porsche-Museum die Sonderausstellung Porsche. Panik. Power statt, bei der Exponate aus der Privatsammlung Lindenbergs ausgestellt wurden. Zur Eröffnung dieser ihm gewidmeten Ausstellung gab er ein Konzert.
Gleichzeitig mit Ankündigung seines neuen Studioalbums erschien Ende Februar 2016 die Singleauskopplung Durch die schweren Zeiten als MP3-Download. Am 29. April wurde das Album Stärker als die Zeit veröffentlicht, das wie das Vorgängeralbum die Spitzenposition der deutschen Charts erreichte. Auf der anschließenden Livetour 2016 trat Lindenberg u. a. in den großen Stadien und Hallen von Leipzig, Hamburg, Hannover, München und Frankfurt am Main auf.
Zum 70-jährigen Jubiläum der überregionalen Tageszeitung Die Welt erschien am 2. April 2016 eine von Lindenberg illustrierte Sonderausgabe.
Anfang Juli 2018 gab Lindenberg in Hamburg auf Kampnagel (K6) drei Unplugged-Konzerte, die am 14. Dezember 2018 unter dem Titel MTV Unplugged 2 – Live vom Atlantic veröffentlicht wurden. Begleitet wurde Lindenberg vor der Kulisse zweier großer Segelschiffe von einer siebenköpfigen MTV Unplugged-Band, den Pustefix-Bläsern, dem Panik-Chor, Mitgliedern des NDR Elbphilharmonie-Orchesters und Gästen wie Jan Delay (Hoch im Norden), Andreas Bourani (Radio Song), Gentleman (Kleiner Junge), Alice Cooper (No More Mr. Nice Guy [So’n Ruf musste dir verdienen]), Marteria (Bananenrepublik 2018), Maria Furtwängler (Bist Du vom KGB 2018), The Last Bandoleros (Cowboy Rocker) und Angus & Julia Stone (Durch die schweren Zeiten [I’ll Carry You]). Das Panikorchester war an drei Liedern beteiligt.
 Am 19. März 2018 eröffnete Udo Lindenberg die Dauerausstellung Panik City am Spielbudenplatz nahe der Reeperbahn. Präsentiert wird eine interaktive Ausstellung auf 700 m². Neben dem Betrachten von Ausstellungsstücken und Videos kann der Besucher in 90-minütigen Touren im nachgestellten Boogie Park Tonstudio selbst Mein Ding als Video aufnehmen, auf 180-Grad-Wänden 50 Jahre Rock ’n’ Roll miterleben, mit Tablets durch seine Stasiakte surfen, auf Multimedia-Touchtischen digitale Likörelle malen und mittels VR-Brille mit Udo auf der Konzertbühne stehen.
Das Museum der bildenden Künste Leipzig zeigte vom 6. September bis 1. Dezember 2019 die Ausstellung Zwischentöne/Nuances von Udo Lindenberg.

#### 2020er Jahre
Mitte Januar 2020 wurde die Filmbiografie Lindenberg! Mach dein Ding veröffentlicht, in der der Beginn der Karriere Lindenbergs im Fokus steht. Die Regie übernahm Hermine Huntgeburth, die Hauptrolle spielt Jan Bülow, als Mutter ist Julia Jentsch zu sehen.
Nachdem Lindenberg den Deutschrapper Apache 207 begeistert auf einem seiner Konzerte in Mannheim besucht hatte, nahmen sie zusammen das Lied Komet auf. Nach der Veröffentlichung im Januar 2023 erreichte Lindenberg als Leadsänger zum ersten Mal in seiner 54-jährigen Karriere die Spitze der deutschen Singlecharts. Noch im selben Jahr erhielt der Song eine dreifache Goldene Schallplatte in Deutschland. In der Chartwoche vom 21. Juli 2023 überholte Komet mit 18 Wochen Rivers of Babylon (Boney M.) und Despacito (Luis Fonsi feat. Daddy Yankee) als am häufigsten auf Rang eins platzierte Lieder seit Einführung der wöchentlichen Singlecharts 1971. Eine Woche zuvor überholte der Song bereits Matthias Reims Verdammt, ich lieb’ Dich als am häufigsten an der Spitze platziertes deutschsprachiges Lied.
Am 17. Oktober 2024 wurde der Udo-Lindenberg-Stern vom Cafe Keese direkt vor die Panik City verlegt.

### Film und Fernsehen
Lindenberg übernahm mit zunehmender Bekanntheit auch Gastauftritte in Film und Fernsehen. Einen ersten Gastauftritt hatte er 1974 mit seinem Panikorchester im Tatort Kneipenbekanntschaft. Hauptrollen besetzte er in den Filmen Panische Zeiten (1980) und Super (1984). 1996 verkörperte er an der Seite von Ina Paule Klink den Schauspieler und Sänger Hans Albers in Horst Königsteins Musicalfilm Liane. 2006 spielte er in der Filmkomödie 7 Zwerge – Der Wald ist nicht genug das Trugbild des Rumpelstilzchens. Im Film Totgesagte leben länger (2008) war er als Straßenmusikant zu sehen. 2021 spielte Lindenberg an der Seite von Maria Furtwängler im Tatort Alles kommt zurück sich selbst in einer fiktionalen Geschichte.

### Politisches und soziales Engagement
Udo Lindenberg ist ein politisch aktiver Mensch. Er bekennt sich zur Sozialdemokratie und trat schon auf einer Geburtstagsfeier des damaligen deutschen Bundeskanzlers Gerhard Schröder auf. Er engagierte sich für die Afrikahilfe bei seiner Mitwirkung beim deutschen Beitrag Nackt im Wind für das Projekt Live Aid sowie mit dem Benefiz-Song für Afrika Grüne Mauer.
Immer wieder ist er an Projekten gegen den Neonazismus beteiligt und gründete 2000 sein Projekt Rock gegen rechte Gewalt. Am 2. Dezember 2011 trat er – nach Aufdeckung der NSU-Mordserie – als Mitveranstalter zusammen mit Peter Maffay, Julia Neigel, Clueso und Silly beim Protestfestival Rock ’n’ Roll-Arena Jena – Für die bunte Republik Deutschland vor 60.000 Menschen auf.
Am 10. Dezember 2006 gründete er die Udo-Lindenberg-Stiftung, um sich dauerhaft kulturpolitisch, humanitär und sozial zu engagieren und um Hermann Hesses Dichtkunst mit Musik von heute zu verbinden. Die Stiftung fördert deutschsprachige Nachwuchsbands mit regelmäßigen Panikpreis-Wettbewerben, veranstaltet das Hermann-Hesse-Festival und unterstützt soziale Projekte in Afrika sowie in Deutschland.
Lindenberg verteidigte die Annexion der Krim im Jahr 2014.
Seit 2015 unterstützt Udo Lindenberg die Umweltschutzorganisation Greenpeace als Botschafter für den Schutz der Arktis und im Kampf gegen die Klimakrise. Greenpeace begleitet den Sänger seitdem regelmäßig auf Tour – mit Infoständen von Greenpeace-Aktivisten und Bühnenauftritten der beiden Eisbärkonstruktionen Paula und Nanuk. 2020 kritisierte Udo Lindenberg in einem gemeinsam mit Greenpeace produzierten Video Clemens Tönnies für die Zustände in dessen Fabriken und rief zur Unterzeichnung eines offenen Briefes gegen Billigfleisch an Landwirtschaftsministerin Julia Klöckner auf.
Oft hat er mit anderen Künstlern gemeinsame Projekte gestaltet, so mit Ulla Meinecke, Die Prinzen, Nena, Zeus B. Held (ex-Birth Control) oder Freundeskreis, Lukas Hilbert, Mellow Mark, Jan Delay, Clueso, aber auch mit ausländischen Kolleginnen wie Alla Pugatschowa (Russland) oder Sezen Aksu (Türkei). Er trat mit internationalen Künstlern wie Eric Burdon, Helen Schneider, David Bowie, Alexis Korner und Gianna Nannini auf.

### Privates
In den 1970er Jahren wohnte Lindenberg unter anderem mit Otto Waalkes, Marius Müller-Westernhagen, Steffi Stephan und Günter Fink in der Künstler-Wohngemeinschaft Villa Kunterbunt in Hamburg-Winterhude. Zu dieser Zeit lernte er „das Mädchen von Ost-Berlin“ kennen, dem er sein Lied Wir wollen doch einfach nur zusammen sein widmete und aus deren Verbindung ein gemeinsamer Sohn (* um 1985) entstammt.
In den 1980er Jahren hatte Lindenberg eine einjährige heimliche Affäre mit der Popsängerin Nena. 1989 erlitt er einen Herzinfarkt.
Seit Mitte der 1990er Jahre lebt er im Hotel Atlantic in Hamburg-St. Georg. Seit 2012 hat er einen Zweitwohnsitz am Potsdamer Platz in Berlin.
Seit Ende der 1990er Jahre ist Lindenberg mit der Fotografin Tine Acke liiert.
In dem 2018 bei Kiepenheuer & Witsch erschienenen Buch Udo von Udo Lindenberg und Thomas Hüetlin wird der Tod des Bruders, Erich Lindenberg, im Jahr 2006 als entscheidender Wendepunkt im Leben von Lindenberg beschrieben. Er widmete ihm 2008 auch seinen Titel Stark wie Zwei.

## Liedtexte
Lindenbergs Texte umfassen ein breites Spektrum. Die Lieder handeln sowohl von gesellschaftlichen als auch privaten und zwischenmenschlichen Themen. Dabei bedient er sich einer metaphernreichen Sprache und versteht es, Geschichten mit treffenden Worten zu erzählen. Der Autor Benjamin von Stuckrad-Barre bezeichnete Lindenberg als größtem deutschen Nachkriegslyriker und initiierte eine Schallplatte, auf der Prominente wie Bryan Adams und Elke Heidenreich Lindenberg-Texte vorlesen (Poesiealbum, 2004).
Wolfgang Müller von der Artpunkband Die Tödliche Doris sagte: „Lindenbergs erste beiden Platten gehören zum Besten, das je in der deutschen Sprache getextet wurde.“ Rio Reiser äußerte sich hingegen wie folgt: „Was ich von Anfang an nie mochte, war diese sogenannte Szenensprache, die teilweise sowas von blöde ist, die auch kein Mensch spricht – Gott sei Dank. Das soll irgendwie proletarisch sein, so locker – mein Gott, strengt der Mensch sich an, locker zu sein.“
Lindenberg setzte sich seit Ende der 1960er Jahre mit den politischen Themen seiner Zeit auseinander. Viele seiner Lieder, wie Wozu sind Kriege da, sind Ausdruck seiner pazifistischen Weltsicht. Er bezog zu Beginn der 1980er Jahre Stellung gegen die Stationierung von Pershing-II-Mittelstreckenraketen in der Bundesrepublik sowie SS-20-Raketen in der DDR und äußerte sich entsprechend sowohl beim Konzert Rock für den Frieden in der DDR als auch bei Auftritten auf Friedensdemonstrationen in West-Deutschland.
Er kritisierte die Umweltzerstörung im Stück Grande Finale sowie soziale Missstände und wirtschaftliches Ungleichgewicht zwischen Nord und Süd in dem Lied Kleiner Junge. In Lady Whisky und Mit dem Sakko nach Monaco (Ich fiel direkt vom Himmel auf ein Doppelkornfeld, als Metapher für seine Geburt) beschrieb er seine eigenen Alkoholprobleme. Gleichzeitig wies Udo Lindenberg auch auf die belebende Wirkung von legalen und illegalen Rauschmitteln hin. So heißt es beispielsweise bei Nasses Gold aus dem Jahr 2008: „So manche hohe Wissenschaft, Symphonien und höhere Sphären / Wären nicht entstanden, wenn die Kollegen immer nur nüchtern geblieben wären.“ Liebe und Beziehung sind weitere Themen, die in seinen Texten viel Raum einnahmen, wie in Cello, Horizont, Ich lieb’ Dich überhaupt nicht mehr und Ein Herz kann man nicht reparieren. Gleichzeitig übte der Sänger Kritik am digitalen Zeitalter, in dem jedes menschliche Gefühl von rationalen Profitgedanken geprägt sei, wie in Der Deal, das er zusammen mit Stefanie Kloß, Sängerin von Silbermond, aufgenommen hat.

## Begleitmusiker
Das Panikorchester ist die Band von Udo Lindenberg und damit der harte Kern neben vielen anderen Künstlern, die zeitweise an den Auftritten und Produktionen beteiligt waren und sind. Als Gründungstag wird der 13. August 1973 angegeben, als in Emsdetten das erste Konzert mit der Band stattfand. Nach anderer Darstellung fand das erste Konzert der Band im Kolping-Haus in Telgte statt. Seitdem hat das Panikorchester allerdings immer wieder personelle Veränderungen erlebt. Von den ursprünglichen Gründungsmitgliedern (Steffi Stephan – Bass, Gottfried Böttger – Klavier, Peter „Backi“ Backhausen – Schlagzeug, Karl Allaut – Gitarre, Judith Hodosi – Saxophon) ist heute nur noch Steffi Stephan dabei. Bereits in den ersten anderthalb Jahren stiegen erst Hodosi und wenig später Backhausen und Allaut aus.
Als Nachfolger kamen Olaf Kübler sowie die beiden Gitarristen Helmuth Franke und Thomas Kretschmer, die schon vor 1973 als Studiomusiker an Lindenbergs Platten beteiligt gewesen waren. Nach weiteren Um- und Neubesetzungen (u. a. Keith Forsey – Schlagzeug, Roger Hook – Gitarre) stießen 1976 Jean-Jacques Kravetz (Klavier, seit 1973 mit im Studio) und Bertram Engel (Schlagzeug) dazu, die noch heute mit Lindenberg aktiv sind. Im gleichen Jahr kam auch Gitarrist Paul Vincent (bis 1979 – komponierte die Titelmelodie zu Auf Achse) dazu und Gottfried Böttger verließ endgültig die Band. Auch Frank Diez lieferte Ende der 1970er Jahre musikalische Unterstützung (Der Detektiv – Rock Revue 2). In den 1980er Jahren entwickelte sich das Panikorchester mit dem Eintritt von Hannes Bauer (Gitarre, dabei seit der Heizer-Tour 1980), Hendrik Schaper (Keyboards, dabei seit der Odyssee-Tour 1983) und Carl Carlton (Gitarre, seit 1986) schließlich zu der heute noch (bzw. wieder) bestehenden Besetzung.
Die Studio-LPs aus der Zeit haben zwar meistens das Panikorchester im Untertitel, eingespielt wurden die Alben jedoch zum großen Teil von einer ganzen Reihe (wechselnder) Studiomusiker. Spätestens seit Odyssee (1983) begann Lindenberg mit verschiedenen Sounds zu experimentieren. Die LPs wurden poppiger und elektroniklastiger. Drumcomputer und Synthesizer ersetzten herkömmliche Instrumente. Live rockte dann allerdings auf den opulenten Tourneen, darunter auch in der UdSSR, das von Lindenberg so titulierte Orchester Gnadenlos – Ausnahme: beim Anti-WAAhnsinns-Festival 1986 musste BAP als Panikorchester herhalten. Zum Bruch kam es nach der 1988er Feuerland-Revue. Das Album Radio Eriwahn war das letzte Album in den 1980er Jahren, auf dem das Panikorchester namentlich erwähnt wurde.
Lindenberg widmete sich (zusammen mit den Produzenten Horst Königstein, Hans Peter und Ernst Ströer) Pfaden abseits des Rock’n’Roll (zu hören auf Hermine, Phönix und CasaNova). Gründungsmitglied Steffi Stephan stieg vorläufig aus, um sich seinem Jovel-Club in Münster zu widmen. Engel, Carlton und Kravetz spielten in der Band von Peter Maffay. Die beiden erstgenannten waren außerdem noch mit Wolfgang Niedecken (als Leopardenfell-Band) und bei Stephan Remmlers Vamos -Tour und mit ihrer eigenen Band New Legend aktiv. 1988 traten bei der Feuerland-Revue die damals 12 und 14 Jahre alten Paniksöhne Kieran und Lukas Hilbert, Bekannte und Mitmusiker von Pascal Kravetz, als Gäste auf. Um die Paniksöhne an Gitarre und Bass und Hendrik Schaper formierte sich Anfang 1990 für die erste Tournee durch Ostdeutschland eine nahezu komplett neue Besetzung. Es spielten Jean Autret (Schlagzeug), Frank Oberpichler (Klavier) und noch einmal Veteran Karl Allaut (Gitarre) extrem dreckigen Rock’n’Roll (zu hören auf Live in Leipzig).
In den Folgejahren gab es weitere Umbesetzungen (u. a. mit Curt Cress am Schlagzeug). 1996 fand die alte Band (also die Besetzung aus den 1980er Jahren) wieder zusammen und tourte durch zehn deutsche Städte. Bei dieser Kernbesetzung blieb es bis heute. Während der folgenden Tourneen wurde sie von Orchesterbegleitung und verschiedenen Gastmusikern unterstützt. Die meisten Plattenproduktionen erfolgten weiter ohne die Band (Und ewig rauscht die Linde 1996 mit Musikern aus dem Umfeld von Franz Plasas Home-Studio in Hamburg), wobei die eigentlichen Bandmitglieder häufig als (Co-)Produzenten und/oder Komponisten beteiligt sind (Der Exzessor 2000).
Seit 2000 ersetzte Jörg Sander – Studiomusiker u. a. für Tokio Hotel, Kim Wilde, Melanie C, Melissa Etheridge – zeitweilig Carl Carlton an der Gitarre. 2004 wurde Jörg Sander festes Mitglied. Auf der CD Stark wie zwei war Sander auch als Co-Autor aktiv (Mein Ding, Der Deal). Die Mitglieder des aktuellen Panikorchesters sind auf der DVD Stark wie zwei von 2008 zu sehen.
Aktuelle Besetzung:
- Steffi Stephan – Bass/Gitarre (1971–1988, wieder seit 1996)
- Jean-Jacques Kravetz – Klavier (1973–1988, wieder seit 1996)
- Bertram Engel – Schlagzeug (1976–1988, wieder seit 1996)
- Hannes Bauer – Gitarre (1980–1988, wieder seit 1996)
- Hendrik Schaper – Keyboard/Klavier (seit 1983)
- Jörg Sander – Gitarre (seit 2000)
- Pustefix-Bläser: Noah Fischer, Jotham Bleiberg, Ulrich Röser, Doris Decker

Weitere frühere Bandmitglieder und Studiomusiker:
|                             |                                           | Live                   | Studio                           |
| Helmut Franke               | Gitarre                                   | ?                      | 1971–1976                        |
| Peter Herbolzheimer         | Posaune                                   | 1978, 1983, 1988       | 1972–1979, 1983                  |
| Carola Kretschmer           | Gitarre                                   | 1974–1980, 2004–2023   | 1972–1980, 1995, 2007            |
| Roger Hook                  | Gitarre, Mandoline                        | 1975                   | 1972, 1976                       |
| Peter „Backi“ Backhausen    | Schlagzeug                                | 1973–?                 | 1974                             |
| Gottfried Böttger           | Klavier, Celesta                          | 1973–?                 | 1973–1976                        |
| Peter Hesslein              | Gitarre                                   | –                      | 1973–1976, 1981–1984             |
| Lorenz „Lonzo“ Westphal     | Violine                                   | ?                      | 1973–1977                        |
| Karl Allaut                 | Gitarre                                   | 1973–1974, 1990 (–92?) | 1973–1974, 1983, 1985, 1989–1990 |
| Keith Forsey                | Percussion                                | 1975                   | 1974–1976                        |
| Johnny Müller               | Chromonika, Schalmei                      | ?                      | 1974–1978                        |
| Olaf Kübler                 | Saxophon                                  | 1974 (?), 1983–1985    | 1974, 1976, 1983–1985            |
| Dieter Ahrendt              | Schlagzeug                                | –                      | 1974–1976, 1980, 1985            |
| Wolfgang „Bolle“ Burmeister | Sax, Klarinette                           | –                      | 1974, 1976, 1981, 1996           |
| Rale Oberpichler            | Gesang                                    | ?                      | 1975–1978, 1981                  |
| Paul Vincent                | Gitarre                                   | 1976–1979              | 1976–1979                        |
| Freya Wippich               | Gesang                                    | –                      | 1976–1983 (mit Unterbrechungen)  |
| Curt Cress                  | Schlagzeug                                | 1994                   | 1976–1979, 1989, 1993            |
| Dave King                   | Bassgitarre, Keyboard                     | –                      | 1976–1986, 2002                  |
| Kristian Schultze           | Keyboard, Piano                           | –                      | 1976–1978, 1982–1984, 1986, 2002 |
| Gebhard Gloning             | Saxophon                                  | 1978–1981              | 1978–1979                        |
| Nippy Noya                  | Percussion                                | 1978–1981              | 1978, 1981, 1991                 |
| Uwe Wegner                  | Keyboard, Klavier                         | –                      | 1979, 1985, 1988, 1991           |
| Frank Diez                  | Gitarre                                   | –                      | 1979                             |
| Thomas „Digi“ Kukuck        | Schlagzeug                                | –                      | 1980–1982                        |
| George Lynch                | Gitarre                                   | –                      | 1982                             |
| Mick Brown                  | Schlagzeug                                | –                      | 1982                             |
| Jim Voxx                    | Gitarre, Bassgitarre                      | –                      | 1985, 2008                       |
| Frank Loef                  | Saxophon                                  | –                      | 1986–1988                        |
| Moritz Eckert               | Trompete                                  | –                      | 1986–1987, 1995                  |
| Hans Peter Ströer           | Keyboard, Bass, Gitarre, Akkordeon, Banjo | –                      | 1986–1998                        |
| Ernst Ströer                | Percussion                                | –                      | 1986–1998                        |
| Kieran Hilbert              | Gitarre                                   | 1988–1994              | 1989–1992                        |
| Lukas Hilbert               | Bassgitarre                               | 1988–1994              | 1989–1995                        |
| Jean Autret                 | Schlagzeug                                | 1990 (–92?)            | 1989                             |
| Frank Oberpichler           | Keyboard, Klavier, Hammond-Orgel          | 1990 (–92?)            | 1992                             |
| Günter Haas                 | Gitarre                                   | –                      | 1991–1993                        |
| Jens Carstens               | Schlagzeug                                | –                      | 1995–1996                        |
| Randy Black                 | Drums                                     | –                      | 2008                             |

Neben den Musikern waren bzw. sind eine Vielzahl weiterer Akteure, Darsteller und Stargäste an den Platten und Liveauftritten beteiligt:
- Orchester

Peter Herbolzheimer (1975/76, 1988), Münchner Philharmoniker (1987), Deutsches Filmorchester Babelsberg (1997, 2000)
- Stargäste (live)

1970er: Jutta Weinhold, Romy Haag, Eric Burdon, Ingeburg Thomsen, Ulla Meinecke, Otto Waalkes
1980er: Helen Schneider, Inga Rumpf, Gianna Nannini, Dalbello, Alla Pugatschowa, Eric Burdon, Nina C. Alice
1990er: Ina Morgan, Die Prinzen, Sezen Aksu, Katja Keller, Nina Hagen, Ben Becker, Otto Waalkes, Esther Ofarim
seit 2000: Nina Hagen, Helge Schneider, Peter Maffay, Ben Becker, Otto Sander, Otto Waalkes, Tim Fischer, Dorkas Kiefer, Yvonne Catterfeld, Nathalie Dorra, Ellen ten Damme, Jan Delay, Josephin Busch, Stefan Raab
- Bühnenakteure (überwiegend 1970er Jahre):

Renate Dahlke („Elli Pyrelli“), Peter Arff („Rudi Ratlos“, Violine), Thomas Scholz („Felix“), Ralph Hermann (Vampir), Jack Ford (Pantomime), Otto Wanz (Catcher), Klaus Kauroff (Catcher), Eddy Kante (Bodyguard), Arno Köster (Barkeeper und Lokomotive), Berliner Panikgemeinde (Lindenberg-Doubles)

## Diskografie
Studioalben

| Jahr | Titel Musiklabel                                                        | Höchstplatzierung, Gesamtwochen/‑monate, AuszeichnungChartplatzierungen (Jahr, Titel, Musiklabel, Platzierungen, Wochen/Monate, Auszeichnungen, Anmerkungen) | Höchstplatzierung, Gesamtwochen/‑monate, AuszeichnungChartplatzierungen (Jahr, Titel, Musiklabel, Platzierungen, Wochen/Monate, Auszeichnungen, Anmerkungen) | Höchstplatzierung, Gesamtwochen/‑monate, AuszeichnungChartplatzierungen (Jahr, Titel, Musiklabel, Platzierungen, Wochen/Monate, Auszeichnungen, Anmerkungen) | Anmerkungen                                                 | [↑]: gemeinsam behandelt mit vorhergehendem Eintrag; [←]: in beiden Charts platziert |
| Jahr | Titel Musiklabel                                                        | DE | AT | CH | Anmerkungen                                                 |                                                                                      |
| ---- | ----------------------------------------------------------------------- | --- | --- | --- | ----------------------------------------------------------- | ------------------------------------------------------------------------------------ |
| 1971 | Lindenberg Telefunken (Teldec)                                          | — | — | — | Erstveröffentlichung: 29. August 1971                       |                                                                                      |
| 1972 | Daumen im Wind Telefunken (Teldec)                                      | — | — | — | Erstveröffentlichung: 19. Mai 1972                          |                                                                                      |
| 1973 | Alles klar auf der Andrea Doria Telefunken (Teldec)                     | DE23 (7 Wo.)DE | — | — | Erstveröffentlichung: 15. Dezember 1973 Verkäufe: + 100.000 |                                                                                      |
| 1974 | Ball Pompös Telefunken (Teldec)                                         | DE3 Gold · (53 Wo.)DE | — | — | Erstveröffentlichung: 15. August 1974 Verkäufe: + 250.000   |                                                                                      |
| 1975 | Votan Wahnwitz Telefunken (Teldec)                                      | DE3 Gold · (29 Wo.)DE | — | — | Erstveröffentlichung: 15. April 1975 Verkäufe: + 250.000    |                                                                                      |
| 1976 | Galaxo Gang – Das sind die Herrn vom andern Stern Telefunken (Teldec)   | DE4 Gold · (6 Mt.)DE | — | — | Erstveröffentlichung: 15. Januar 1976 Verkäufe: + 250.000   |                                                                                      |
| 1976 | Sister King Kong Telefunken (Teldec)                                    | DE8 (4½ Mt.)DE | — | — | Erstveröffentlichung: 15. Oktober 1976                      |                                                                                      |
| 1977 | Panische Nächte Telefunken (Teldec)                                     | DE31 (3½ Mt.)DE | — | — | Erstveröffentlichung: 15. Oktober 1977                      |                                                                                      |
| 1978 | Lindenbergs Rock-Revue Telefunken (Teldec)                              | DE15 (16 Wo.)DE | — | — | Erstveröffentlichung: 19. Mai 1978                          |                                                                                      |
| 1978 | Dröhnland Symphonie Telefunken (Teldec)                                 | DE15 (21 Wo.)DE | — | — | Erstveröffentlichung: 1. Oktober 1978                       |                                                                                      |
| 1979 | Der Detektiv – Rock Revue 2 Telefunken (Teldec)                         | DE22 (23 Wo.)DE | — | — | Erstveröffentlichung: 15. Oktober 1979                      |                                                                                      |
| 1980 | Panische Zeiten Telefunken (Teldec)                                     | DE12 (13 Wo.)DE | — | — | Erstveröffentlichung: 5. Mai 1980                           |                                                                                      |
| 1981 | Udopia Telefunken (Teldec)                                              | DE5 Gold · (47 Wo.)DE | — | — | Erstveröffentlichung: 13. April 1981 Verkäufe: + 250.000    |                                                                                      |
| 1982 | Keule Telefunken (Teldec)                                               | DE9 (16 Wo.)DE | — | — | Erstveröffentlichung: 17. Mai 1982                          |                                                                                      |
| 1983 | Odyssee Polydor (DGG)                                                   | DE3 Gold · (29 Wo.)DE | AT8 (2 Mt.)AT | — | Erstveröffentlichung: 24. Januar 1983 Verkäufe: + 250.000   |                                                                                      |
| 1984 | Götterhämmerung Polydor (DGG)                                           | DE3 (22 Wo.)DE | — | CH10 (9 Wo.)CH | Erstveröffentlichung: 30. Januar 1984                       |                                                                                      |
| 1985 | Sündenknall Polydor (DGG)                                               | DE11 (14 Wo.)DE | — | CH22 (3 Wo.)CH | Erstveröffentlichung: 31. März 1985                         |                                                                                      |
| 1985 | Radio Eriwahn präsentiert Udo Lindenberg + Panikorchester Polydor (DGG) | DE17 (8 Wo.)DE | — | — | Erstveröffentlichung: 9. September 1985                     |                                                                                      |
| 1986 | Phönix Polydor (DGG)                                                    | DE26 (19 Wo.)DE | — | — | Erstveröffentlichung: 5. November 1986                      |                                                                                      |
| 1987 | Feuerland Polydor (DGG)                                                 | DE16 (12 Wo.)DE | — | — | Erstveröffentlichung: 3. September 1987                     |                                                                                      |
| 1988 | Hermine Polydor (DGG)                                                   | DE26 (9 Wo.)DE | — | — | Erstveröffentlichung: 28. Januar 1988                       |                                                                                      |
| 1988 | CasaNova Polydor (DGG)                                                  | DE32 (19 Wo.)DE | AT—AT | CH—CH | Erstveröffentlichung: 19. Februar 1988                      |                                                                                      |
| 1988 | CasaNova (English Version) Polydor (UMG)                                | DE72 (1 Wo.)DE[AT: ↑][CH: ↑] | AT—AT | CH—CH | Erstveröffentlichung: 2. August 2024                        |                                                                                      |
| 1989 | Bunte Republik Deutschland Polydor (DGG)                                | DE17 (31 Wo.)DE | — | — | Erstveröffentlichung: 13. Oktober 1989                      |                                                                                      |
| 1991 | Ich will dich haben Polydor (DGG)                                       | DE11 (25 Wo.)DE | — | CH23 (10 Wo.)CH | Erstveröffentlichung: 21. Februar 1991                      |                                                                                      |
| 1991 | Gustav Polydor (DGG)                                                    | DE32 (10 Wo.)DE | — | — | Erstveröffentlichung: 28. Oktober 1991                      |                                                                                      |
| 1992 | Panik-Panther Polydor (DGG)                                             | DE24 (11 Wo.)DE | — | — | Erstveröffentlichung: 25. September 1992                    |                                                                                      |
| 1993 | Benjamin Polydor (DGG)                                                  | DE49 (9 Wo.)DE | — | — | Erstveröffentlichung: 18. Oktober 1993                      |                                                                                      |
| 1995 | Kosmos Polydor (DGG)                                                    | DE44 (8 Wo.)DE | — | — | Erstveröffentlichung: 17. Mai 1995                          |                                                                                      |
| 1996 | Und ewig rauscht die Linde Polydor (DGG)                                | DE39 (9 Wo.)DE | — | — | Erstveröffentlichung: 22. April 1996                        |                                                                                      |
| 1998 | Zeitmaschine Polydor (DGG)                                              | DE49 (3 Wo.)DE | — | — | Erstveröffentlichung: 5. Oktober 1998                       |                                                                                      |
| 2000 | Der Exzessor Berlin Records (Sony)                                      | DE40 (3 Wo.)DE | — | — | Erstveröffentlichung: 19. Mai 2000                          |                                                                                      |
| 2002 | Atlantic Affairs Hansa Records (BMG Ariola)                             | DE76 (1 Wo.)DE | — | — | Erstveröffentlichung: 27. Mai 2002 Verkäufe: + 7.000        |                                                                                      |
| 2008 | Stark wie Zwei Starwatch Entertainment (WMG)                            | DE1 ×7Siebenfachgold · (70 Wo.)DE | AT10 (9 Wo.)AT | CH6 (16 Wo.)CH | Erstveröffentlichung: 28. März 2008 Verkäufe: + 700.000     |                                                                                      |
| 2016 | Stärker als die Zeit Warner Music (WMG)                                 | DE1 ×5Fünffachgold · (71 Wo.)DE | AT7 (12 Wo.)AT | CH2 (18 Wo.)CH | Erstveröffentlichung: 29. April 2016 Verkäufe: + 500.000    |                                                                                      |

grau schraffiert: keine Chartdaten aus diesem Jahr verfügbar

## Filmografie
- 1974: Tatort: Kneipenbekanntschaft (Gastauftritt)
- 1976: Die Leute von Mümmelmannsberg (Gastauftritt)
- 1976: Nordsee ist Mordsee (Musik)
- 1980: Panische Zeiten (Regie, Drehbuch, Produktion, Musik, Hauptrolle)
- 1984: Super (Hauptrolle)
- 1986: WAAhnsinn – Der Wackersdorf-Film (Dokumentarfilm, Festivalauftritt)
- 1996: Liane (Musicalfilm)
- 1997: Großstadtrevier (Fernsehserie, Folge Die Aufsteiger)
- 2006: 7 Zwerge – Der Wald ist nicht genug (Gastauftritt)
- 2008: Totgesagte leben länger (Musik, Nebenrolle)
- 2014: Honig im Kopf (Gastauftritt)
- 2020: Lindenberg! Mach dein Ding (Biografie, Jan Bülow als Lindenberg, Gastauftritt)
- 2021: Tatort: Alles kommt zurück (Gastauftritt)

## Auszeichnungen

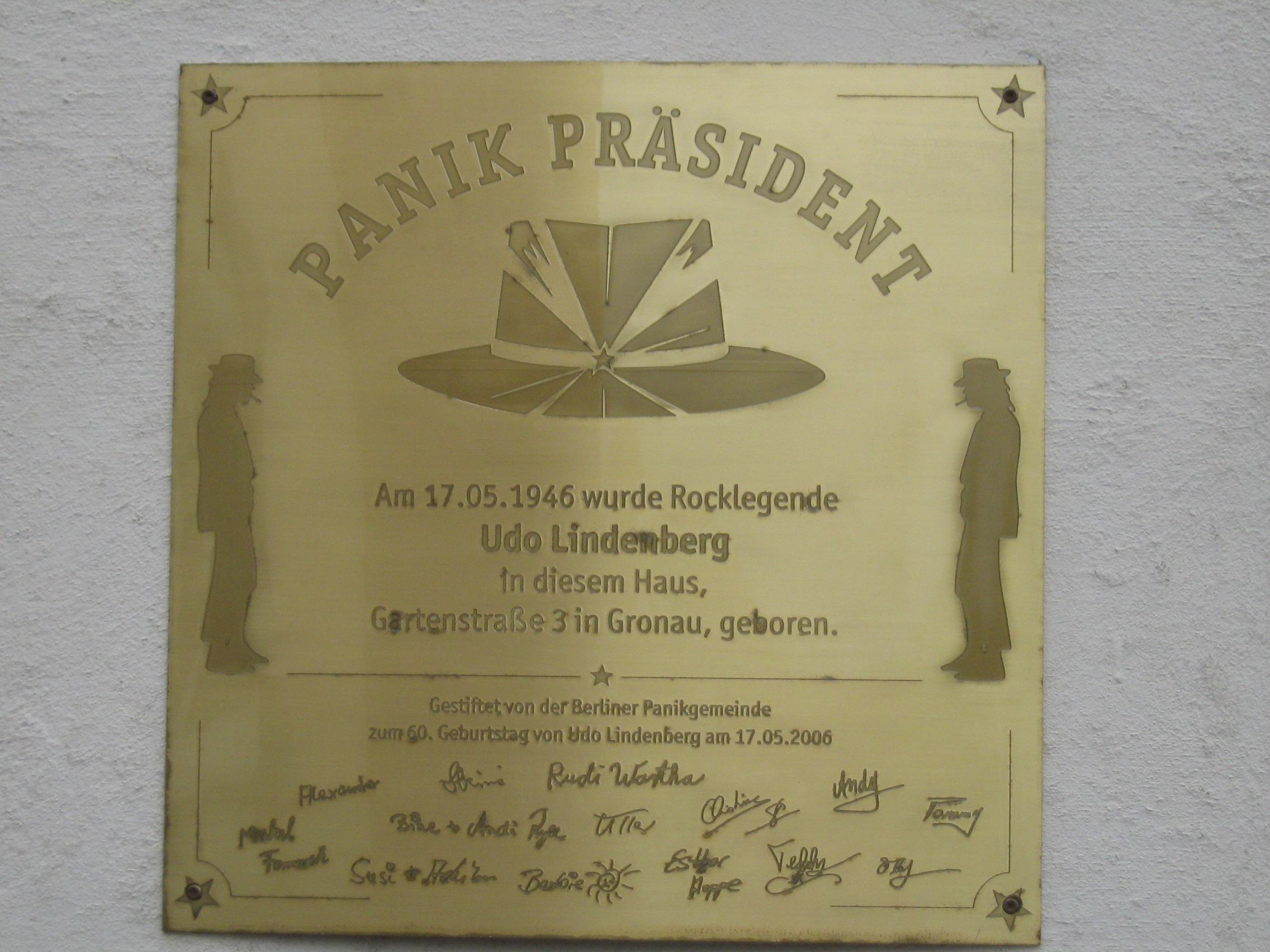
Goldplatte am Geburtshaus in Gronau/Westf.

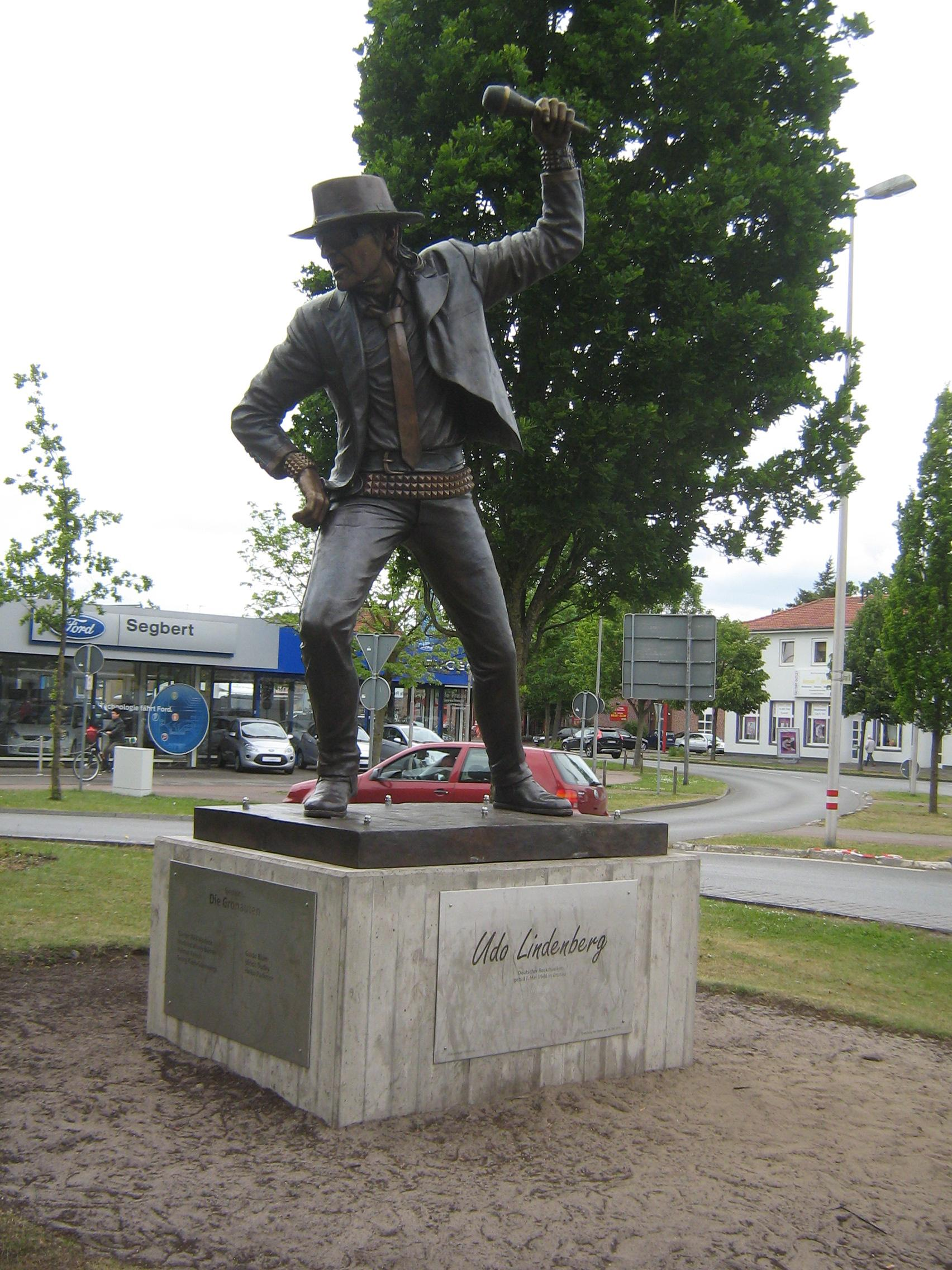
Lindenberg-Denkmal in Gronau/Westf. (Foto 2015)

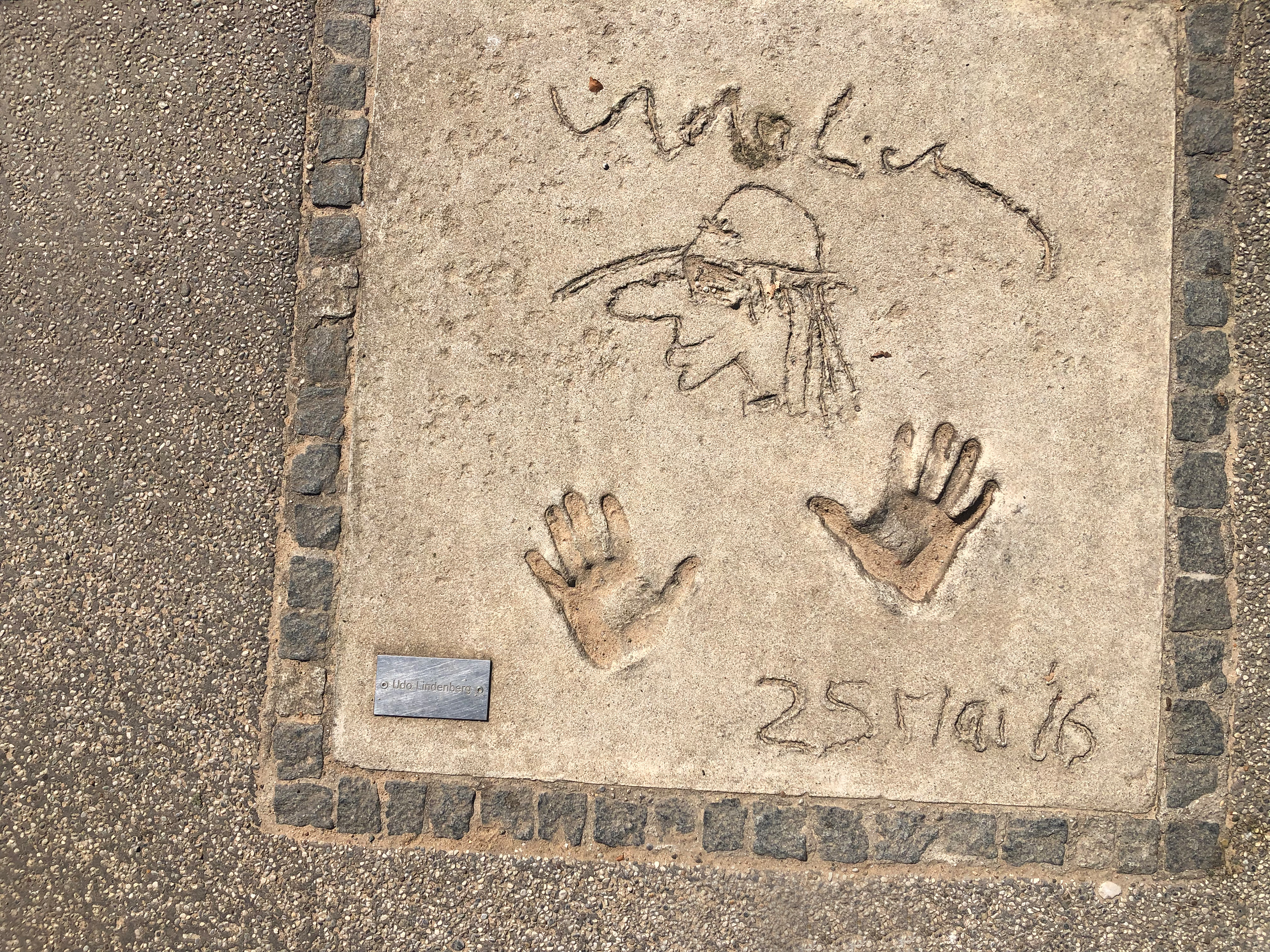
Handabdrücke, Autogramm und Skizze auf dem Munich Olympic Walk of Stars

- 1960: „Nordwestdeutsches Jazz-Jamboree“: 1. Preis als Schlagzeuger
- 1989: Bundesverdienstkreuz am Bande für seine Bemühungen um die Verständigung zwischen Ost und West
- 1992: Echo (Lebenswerk)
- 1993 und 1997: Goldene Stimmgabel
- 2000: Goldene Europa
- 2003: Paul-Lincke-Ring[86]
- 2004: Frankfurter Musikpreis[87]
- 2004: Goldene Henne „Rockpoet der Einheit“[88]
- 2004: Pioneers of Pop-Award auf dem SWR3 New Pop Festival[89]
- 2005: Kultur- und Friedenspreis der Villa Ichon in Bremen[90]
- 2006: 1 Live Krone (Lebenswerk)[91]
- 2007: Carl-Zuckmayer-Medaille[92]
- 2008: Osgar[93]
- 2009: Goldene Kamera für sein musikalisches Lebenswerk[94]
- 2009: Echo für den besten Künstler in der Kategorie Künstler National Rock/Pop[95]
- 2009: Berliner Bär (B.Z.-Kulturpreis)
- 2010: Verdienstorden des Landes Nordrhein-Westfalen
- 2010: Jacob-Grimm-Preis als eine Kategorie des Kulturpreises Deutsche Sprache[96][97]
- 2010: Bambi (Lebenswerk)[98]
- 2012: Echo in den Kategorien Künstler National Rock/Pop und Erfolgreichste Musik-DVD-Produktion (national)[99]
- 2012: Deutscher Radiopreis – Sonderpreis des Beirats Lebenswerk Musik[100]
- 2014: Verdienstorden des Landes Berlin[101]
- 2015: Echo (Würdigung für soziales Engagement)[102]
- 2015: Goldene Henne (Ehrenpreis Größte Live-Show)[103]
- 2016: Munich Olympic Walk of Stars
- 2016: Hermann-Hesse-Medaille der Stadt Calw[104]
- 2016: Bambi in der Kategorie Musik National[105]
- 2017: Echo in der Kategorie Album des Jahres[106]
- 2017: Echo in der Kategorie Künstler Pop National[106]
- 2019: International Music Award in der Kategorie „Courage“
- 2019: Bundesverdienstkreuz 1. Klasse[107]
- 2023: Deutscher Musikautor*innenpreis in der Kategorie Erfolgreichstes Werk für Komet (mit Apache 207)[108]

Der Vorplatz des Gronauer Rock’n’popmuseums wurde nach ihm Udo-Lindenberg-Platz benannt. Außerdem erhielt er einen Stern (Walk of Fame), eingelassen im Gehweg der Hamburger Reeperbahn vor dem (ehemaligen) Café Keese. Dieser wurde am 17. Oktober 2024 direkt vor die Panik City am Spielbudenplatz vor das Klubhaus St. Pauli verlegt. Am 3. März 2007 wurde unter großer Anteilnahme von Bürgern, Presse, Fans und Freunden eine zu Ehren der Rocklegende von der Berliner Panikgemeinde gestiftete 26-Karat-Goldplatte (O-Ton Lindenberg) an seinem Geburtshaus in Gronau feierlich durch den Künstler enthüllt. In seiner Geburtsstadt wurde Lindenberg zudem 2015 mit einem Denkmal gewürdigt und am 26. Juli 2016 zum Ehrenbürger ernannt. Am 7. September 2022 wurde er auch Ehrenbürger Hamburgs.

## Trivia
- Als erste Schule Deutschlands trägt seit Juni 2017 die Mittelschule in Mellrichstadt in Unterfranken offiziell den Namen Udo-Lindenberg-Schule: Udo Lindenberg stehe seit Jahrzehnten für Werte wie Toleranz, Respekt, Frieden und eine bunte Gesellschaft ein – Werte, die den Schülern vermittelt werden sollen.[111][112]
- Im November 2014 wurde bei Lindenberg kurz vor seinem Abflug nach Paris am Hamburger Flughafen eine Schusswaffe samt Munition in seinem Koffer gefunden.[113] Im November 2015 erhob die Staatsanwaltschaft Hamburg Anklage gegen Lindenberg. Sie hielt seine Erklärung für unglaubwürdig, dass die Waffe seinem Bodyguard-Team gehöre.[114] Das Verfahren wurde 2020 gegen Zahlung von 50.000 € wegen geringer Schuld und fehlenden öffentlichen Interesses eingestellt.[115]
- 2011 wurde Lindenberg neben Til Schweiger, Veronica Ferres, Alice Schwarzer, Philipp Lahm u. a. für die Werbekampagne Ihre Meinung zu Bild…? gewonnen und war in der bundesweiten Plakatkampagne der Bild zu sehen.[116]
- Der Filmtitel des Roadmovies Bis zum Horizont und weiter aus dem Jahr 1999 von Peter Kahane ist eine Anspielung auf die Ballade Horizont – das Lied ist im Abspann des Films zu hören.
- Wie im November 2019 bekannt wurde, haben Forscher das Typusexemplar der im Allgäu neu entdeckten fossilen Menschenaffenart Danuvius guggenmosi auf den Namen Udo getauft. Den Unterkiefer des Primaten entdeckten die Wissenschaftler am 17. Mai 2016 – Lindenbergs 70. Geburtstag.[117]

## Markenrechte
Udo Lindenberg war bzw. ist der Inhaber folgender eingetragener Marken:
- Panik-Orchester (Registernummer 1051464, Anmeldetag 2. September 1982, ausgelaufen am 2. September 2002)
- LIKÖRELL (Registernummer 39746502, Anmeldetag 30. September 1997, Schutzendedatum 30. September 2027)
- LIQUEURELLE (Registernummer 39746503, Anmeldetag 30. September 1997, Schutzendedatum 30. September 2027)
- Atlantic Affairs (Registernummer 30220446, Anmeldetag 23. April 2002, Schutzendedatum 30. April 2022)
- Ejakulator (Registernummer 30640709, Anmeldetag 30. Juni 2006, Schutzendedatum 30. Juni 2026)
- Wort-/Bildmarke ROCK LINER (Registernummer 302009036055, Anmeldetag 20. Juni 2009, Schutzendedatum 30. Juni 2029)
- Hinterm Horizont geht’s weiter (Registernummer 302009069255, Anmeldetag 25. November 2009, Schutzendedatum 30. November 2029)
- Hinterm Horizont (Registernummer 302009072358, Anmeldetag 9. Dezember 2009, Schutzendedatum 31. Dezember 2029)
- Rock Liner (Wort-Bildmarke, Registernummer 302010013329, Anmeldetag 5. März 2010, Schutzendedatum 31. März 2020)
- Panikpiraten (Registernummer 302010021468, Anmeldetag 9. April 2010, Schutzendedatum 30. April 2030)
- Woddy Wodka (Registernummer 302011009731, Anmeldetag 17. Februar 2011, Schutzendedatum 28. Februar 2031)
- Panik (Registernummer 302012012256, Anmeldetag 1. Februar 2012, Schutzendedatum 28. Februar 2022)
- Panikorchester (Registernummer 302012012257, Anmeldetag 1. Februar 2012, Schutzendedatum 28. Februar 2022)
- Keine Panik! (Aktenzeichen 3020160127798, Anmeldetag 29. April 2016, Schutzendedatum 30. April 2026)
- PANIK CITY (Aktenzeichen 3020160153632, Anmeldetag 30. Mai 2016, Schutzendedatum 31. Mai 2026)
- Udo Lindenberg (Aktenzeichen 3020160153632, Anmeldetag 14. Mai 2019, Schutzendedatum 14. Mai 2029)
- Wort-/Bildmarke PANIK DRINK (Aktenzeichen 018069600, Anmeldetag 20. Mai 2019, Schutzendedatum 20. Mai 2029)
- Wort-/Bildmarke PANIK COLA (Aktenzeichen 018069602, Anmeldetag 20. Mai 2019, Schutzendedatum 20. Mai 2029)

## Rundfunkreportagen
- Panik. Poesie. Palast. Ein literarischer Abriss von Erichs Lampenladen. 90-minütiges Hörfunk-Feature über Udo Lindenbergs Auftritt im Palast der Republik von Thilo Schmidt, Südwestrundfunk 2006, Regie: Giuseppe Maio. Gekürzte 54-Minuten-Version in vielen öffentlich-rechtlichen Programmen wiederholt.

## Liederbücher
- Panikperlen (die größten Hits, arrangiert für Klavier, Gesang & Gitarre). Bosworth Music, Berlin 2007, ISBN 978-3-86543-262-9.

## Dokumentation
- Udo Lindenberg & das Panikorchester – 50 Jahre Rock`n`Roll in der bunten Republik. Regie: Frank Bartsch und Hannes Rossacher, MDR, Deutschland, 89 Minuten, 2023